# Episodi de I Cavalieri dello zodiaco
In questa pagina viene riportato il riassunto e l'elenco dei 114 episodi dell'anime I Cavalieri dello zodiaco, prodotto dalla Toei Animation dal 1986 al 1989 e basato sul fumetto di Masami Kurumada. L'anime è stato trasmesso su TV Asahi dall'11 ottobre 1986 al 1º aprile 1989. In Italia i primi 52 episodi sono stati trasmessi su Odeon TV dal 26 marzo al 5 giugno 1990 alle 13:30 (e replicati, sempre su Odeon, dal 6 giugno al 16 agosto, per alcune settimane anche alle 19:30), mentre i successivi su Italia 7 dal 6 novembre dello stesso anno. I riassunti presenti quasi sempre all'inizio degli episodi sono stati doppiati fino alla puntata 91 (Doppia configurazione), fino alla nuova edizione uscita in DVD e blu-ray nel 2024, dove gli episodi 66,68,71,72 e dal 92 in poi sono stati finalmente doppiati anch'essi in italiano nelle loro definitive edizioni,con aggiunte di promo dell'episodio successivo al termine della sigla di coda fino a quel momento presenti soltanto in lingua originale.
Gli episodi 24 e 48 presentano inoltre lunghe sintesi, di alcuni minuti, circa gli eventi accaduti fino a quel momento.

## Elenco episodi
| Nº                                  | Titolo italiano Giapponese 「Kanji」 - Rōmaji | In onda           | In onda          |
| Nº                                  | Titolo italiano Giapponese 「Kanji」 - Rōmaji | Giapponese        | Italiano         |
| Saga del Grande Tempio (73 episodi) | |                   |                  |
| 1                                   | Pegasus l'invincibile 「よみがえれ! 英雄伝説」 - Yomigaere! Eiyu dentsetsu - Risorgi, Leggenda Degli Eroi! | 11 ottobre 1986   | 26 marzo 1990    |
| 1                                   | Pegasus ha completato il suo addestramento in Grecia per diventare Cavaliere dello zodiaco, ma prima di poter tornare in patria, a Nuova Luxor, il ragazzo deve affrontare e vincere il gigante Cassios, nella finale di un torneo che sancirà il più degno a diventare un Cavaliere di Atena. Il giovane eroe riesce nell'impresa ed il Grande Sacerdote di Atene gli affida la Sacra armatura di Pegasus. Quella stessa sera Tisifone, istruttrice di Cassios, nel tentativo di vendicare la sconfitta dell'allievo cerca di uccidere Pegasus, ma il ragazzo indossa la sua nuova armatura e, dopo una difficile lotta contro anche i soldati di Tisifone, riesce a vincere la nemica, strappandole la maschera che le copriva il volto con l'onda d'urto del suo potere. All'alba del giorno seguente, Castalia indica all'allievo Pegasus la via per il porto di Atene, dal quale il ragazzo raggiungerà Nuova Luxor, ma rifiuta la richiesta del ragazzo di fagli vedere il suo volto. |                   |                  |
| 2                                   | Il torneo inizia 「燃えろ! ペガサス流星拳」 - Moero! Pegasus Ryuseiken - Ardete! Meteore Di Pegasus! | 18 ottobre 1986   | 27 marzo 1990    |
| 2                                   | A Nuova Luxor ha inizio la Guerra Galattica, uno dei più grandi tornei di sempre, nel quale i Cavalieri dello zodiaco combattono tra di loro per stabilire chi tra loro sarà il più degno ad indossare la preziosa armatura d'oro in palio. Organizzatrice del torneo è Lady Isabel, che presiede la grande Fondazione che il nonno, Alman di Thule, aveva fondato. Tutti gli incontri della Guerra Galattica si svolgono in una grande arena speciale, il Palazzo dei Tornei. Al suo arrivo a Nuova Luxor, Pegasus incontra gli altri Cavalieri dello zodiaco, che un tempo erano orfani e vivevano insieme a lui in collegio: Asher dell'Unicorno, Gerki dell'Orsa Maggiore, Aspides di Idra, Sirio il Dragone, Andromeda, Ban del Leone Minore e Black il Lupo della omonima costellazione. Nella prima giornata di combattimento, Asher ha sconfitto Ban, mentre secondo il tabellone nella seconda giornata Pegasus dovrebbe lottare contro Gerki dell'Orsa Maggiore. Pegasus in un primo momento non vuole lottare, solo dopo aver parlato con Lania, una sua amica d'infanzia accetta di partecipare al torneo con lo scopo di ritrovare Patricia, la cara sorella scomparsa. Lady Isabel ha infatti promesso che la sua Fondazione avrebbe rintracciato Patricia se in cambio il ragazzo avesse vinto la Guerra Galattica. Dopo una dura battaglia, Pegasus riesce a sconfiggere Gerki dell'Orsa mettendolo al tappeto dopo una serie di calci alla velocità della luce, ma il cammino che il giovane eroe dovrà percorrere è ancora lungo. |                   |                  |
| 3                                   | Un temibile rivale 「キグナス! 氷原の戦士」 - Cygnus! Hyogen no senshi - Cygnus! Il Guerriero Delle Lande Ghiacciate | 25 ottobre 1986   | 28 marzo 1990    |
| 3                                   | Cristal, Cavaliere del Cigno, dopo un duro addestramento in Siberia conquista la sua Sacra armatura e raggiunge subito Nuova Luxor per partecipare alla Guerra Galattica. Cristal ha un triste passato: sua madre è tragicamente morta in un naufragio quando il figlio era ancora un bambino. Il Cavaliere del Cigno si reca spesso sul luogo della tragedia e si immerge nel freddo mare fino a raggiungere il fondale, dove giace il relitto della nave su cui era imbarcata la madre. Il corpo della donna è rimasto intatto e Cristal le porta spesso dei fiori e prega per lei. Intanto a Nuova Luxor, proprio mentre il combattimento tra Aspides e il Cavaliere del Cigno sta per essere annullato a causa della sua assenza, Cristal si presenta sul ring e, dopo una micidiale battaglia, sconfigge l'avversario con la sua potente tecnica detta Polvere di Diamanti. Il Cavaliere del Cigno si rivela essere così un ostico avversario per gli altri Cavalieri dello zodiaco. |                   |                  |
| 4                                   | Pegasus contro Dragone 「ドラゴン! 無敵の拳と盾」 - Dragon! Mutenki no ken to tate - Dragone! Il Colpo e Lo Scudo Invincibili | 1º novembre 1986  | 29 marzo 1990    |
| 4                                   | Nella quarta giornata della Guerra Galattica, Pegasus affronta Sirio, Cavaliere della costellazione del Dragone, che ha sostenuto il periodo di addestramento in Cina sotto la guida del Maestro dei Cinque Picchi. Sirio si rivela essere subito molto forte ed abile, possedendo nel pugno una grande potenza e nello scudo una impenetrabile difesa. Anche se in difficoltà, Pegasus resiste agli attacchi del nemico, spinto dall'ideale di rivedere la sorella, finché all'improvviso, con una tecnica pericolosa ma astuta ed efficace, riesce a distruggere in un sol colpo sia lo scudo che il pugno dell'avversario. Dragone, che vuole vincere la Guerra Galattica per ricambiare l'operato del suo maestro ai tempi dell'addestramento, decide quindi di privarsi della sua armatura danneggiata e di continuare la lotta senza di essa. Pegasus, per una questione di onore, decide di liberarsi anche lui dell'armatura, per continuare a combattere alla pari del nemico. |                   |                  |
| 5                                   | Dura lotta 「奇蹟の復活! 友情の小宇宙」 - Kiseki no fukkatsu! Yujo no cosmo - Resurrezione Miracolosa! Il Cosmo Dell'Amicizia | 15 novembre 1986  | 30 marzo 1990    |
| 5                                   | Pegasus e Sirio continuano il combattimento privi delle rispettive armature, nonostante corrano seri rischi per la loro stessa incolumità. Alla fine Pegasus scopre il punto debole del Cavaliere del Dragone, che lascia scoperto il torace poco prima di eseguire il suo temibile Colpo Segreto del Drago Nascente, anche se per una brevissima frazione di tempo. Nell'ultimo disperato tentativo di contrastare l'avversario, Sirio lancia il suo colpo segreto, ma viene colpito al cuore, lasciato senza protezione, e sviene. Pegasus vince il suo secondo incontro della Guerra Galattica, ma sviene anche lui dalla stanchezza. Mentre i medici lo portano via, le condizioni di Sirio si aggravano sempre più: il suo cuore batte sempre più debolmente e Dragone rischia la morte. Allora Fiore di Luna, una giovane ragazza molto amica di Sirio che l'ha raggiunto a Nuova Luxor dalla Cina, convince Pegasus ad eseguire nuovamente il suo Fulmine di Pegasus sul torace di Dragone, per riattivare il suo cuore e salvargli la vita. Nonostante la stanchezza, Pegasus colpisce Sirio, riattivando il suo cuore poco prima che il tatuaggio che il Dragone porta sulla schiena scompaia portando via con sé anche la vita del giovane guerriero. |                   |                  |
| 6                                   | Phoenix 「フェニックス! 地獄を見た戦士」 - Phoenix! Jigoku o mita senshi - Phoenix! Il Guerriero Che Vide L'Inferno | 22 novembre 1986  | 2 aprile 1990    |
| 6                                   | Nella quarta giornata di combattimento Asher affronta Andromeda. Da subito il Cavaliere dell'Unicorno si trova in seria difficoltà e non riesce a contrastare la prodigiosa Catena di Andromeda, potente arma sia di difesa che di attacco. Ma nel bel mezzo dello scontro la catena del Cavaliere dello zodiaco inizia a muoversi da sola, segnalando la presenza di un nemico molto potente all'interno del Palazzo dei Tornei. Sotto lo sguardo stupito dei Cavalieri, di Lady Isabel e del pubblico presente, all'improvviso lo scrigno contenente la Sacra armatura d'oro si apre in un bagliore dorato. Ne esce Phoenix, l'unico Cavaliere che ancora non era tornato a Nuova Luxor dopo il periodo di addestramento. Tuttavia, tra la felicità generale, il Cavaliere della Fenice dimostra di non avere buone intenzioni, e addirittura attacca Andromeda, suo stesso fratello, dal quale si era separato anni prima alla partenza per l'addestramento. |                   |                  |
| 7                                   | Il furto della sacra armatura 「うばわれた! 黄金聖衣」 - Ubawareta! Gold cloth - Il Furto Della Sacra Veste D'Oro! | 29 novembre 1986  | 3 aprile 1990    |
| 7                                   | Mentre nell'infanzia Phoenix era un ragazzo generoso e protettivo nei confronti del fratello minore Andromeda, dopo l'esperienza all'Isola della Regina Nera nel periodo di addestramento il Cavaliere è tornato a Nuova Luxor profondamente cambiato nell'anima e nel carattere. Prima Asher e poi Black il Lupo tentano di fermarlo, ma nessuno si rivela all'altezza del nemico. All'improvviso compare al Palazzo dei Tornei un gruppo di Cavalieri neri, antichi guerrieri passati alle forze del male per soddisfare la propria sete di potere. Con il loro aiuto, Phoenix ruba la Sacra armatura d'oro e fugge dall'arena, tra la grande sorpresa di tutti i presenti. |                   |                  |
| 8                                   | L'inseguimento 「倒せ! 暗黒フェニックス軍団」 - Taose! Ankoku Phoenix gundan - Sconfiggeteli! I Phoenix Neri | 6 dicembre 1986   | 4 aprile 1990    |
| 8                                   | Pegasus, Cristal, Sirio e Andromeda si mettono subito all'inseguimento dei Cavalieri neri, scontrandosi con loro nei pressi del porto di Nuova Luxor e riuscendo a sconfiggerne una parte senza grande difficoltà. Vengono recuperate quattro delle nove parti della Sacra armatura, che non può essere indossata se non completa di tutti i pezzi. Se Phoenix riuscisse ad indossarla, sarebbe in grado di dominare l'universo intero, divenendo il Cavaliere più potente in assoluto, cosa che Lady Isabel vuole scongiurare ad ogni costo. Al termine della giornata, Dragone decide di recarsi in Cina a riparare la sua armatura e quella di Pegasus, rimaste danneggiate e inutilizzabili dopo lo scontro tra i due Cavalieri nella Guerra Galattica. |                   |                  |
| 9                                   | I Cavalieri neri 「強敵! 暗黒四天王あらわる」 - Kyoteki! Ankoku shiten oh arawaru - Nemici Temibili! Arrivano i Quattro Santi Neri | 13 dicembre 1986  | 5 aprile 1990    |
| 9                                   | In un bosco di Nuova Luxor Andromeda si imbatte in Cigno Nero, un Cavaliere nero al servizio di Phoenix. Con le sue tecniche congelanti, Cigno Nero attacca il Cavaliere di Andromeda, che si trova in seria difficoltà ma viene salvato dal provvidenziale intervento di Cristal. Il Cavaliere del Cigno ed il seguace di Phoenix, molto simili tra di loro quanto a potenza e tecniche, si affrontano in un intenso duello, interrotto però dall'arrivo degli altri Cavalieri oscuri: Pegasus Nero, Dragone Nero e Andromeda Nero. I quattro Cavalieri neri fuggono subito, ma il tempo della battaglia è ormai cominciato. Phoenix riunisce i suoi guerrieri e divide tra di loro le cinque parti della Sacra armatura d'oro in suo possesso. |                   |                  |
| 10                                  | Una decisione difficile 「危うし紫龍! 聖衣の墓場」 - Ayaushi Shiryū! Cloth no hakaba - Shiryu In Pericolo! Il Cimitero Delle Sacre Vesti | 20 dicembre 1986  | 6 aprile 1990    |
| 10                                  | A Nuova Luxor Lady Isabel riceve una lettera di sfida da Phoenix, che invita i Cavalieri dello zodiaco a combattere per il possesso della Sacra armatura d'oro. La ragazza è preoccupata non solo per la sorte di Pegasus, che dovrà combattere senza la propria armatura contro i temibili Cavalieri neri, ma anche per l'assenza di Sirio, partito per riparare la sua corazza e quella dell'amico. Il Cavaliere del Dragone, dopo aver incontrato il Maestro dei Cinque Picchi e dopo essere stato messo alla prova, si reca nello Jamir, una sperduta e desolata regione del Tibet: qui vive il Grande Mur, l'unico uomo sulla Terra in grado di riparare le armature di Cavaliere. Dopo un lungo e complicato viaggio, Sirio riesce a raggiungere la dimora del Grande Mur, il quale si rivela essere un uomo dotato di grandi poteri soprannaturali. Questi però si dice impossibilitato a riparare le due armature che Dragone ha portato con sé, poiché "morte". L'unico modo per riportarle all'antico splendore è donando la vita di un Cavaliere, non un gesto facile per Sirio che, spinto dall'amicizia nei confronti di Pegasus, decide comunque di compiere. |                   |                  |
| 11                                  | Pegasus e Pegasus Nero 「死闘! 恐怖の黒死拳」 - Shito! Kyofu no kokushiken - Duello Mortale! Il Pauroso Colpo Della Morte Nera | 27 dicembre 1986  | 9 aprile 1990    |
| 11                                  | Pegasus, Cristal e Andromeda accettano la sfida di Phoenix e si recano nella Valle della Morte, luogo dello scontro. Poco prima che la battaglia inizi, Pegasus viene raggiunto da Kiki, fratello minore del Grande Mur, che gli consegna la sua armatura, riparata appena in tempo. Per far rivivere la corazza Sirio ha dovuto cedere una grande quantità del suo sangue, ma il Grande Mur, colpito dal suo gesto eroico, ha salvato il Cavaliere prima che morisse dissanguato. Pegasus affronta così ad armi pari la sua controparte malvagia, Pegasus Nero, che riesce a sconfiggere e dal quale conquista un pezzo della Sacra armatura d'oro. Tuttavia, anche se vittorioso, il Cavaliere dello zodiaco si ritrova vittima di grandi sofferenze e con un corpo pieno di ematomi, provocati dal Fulmine di Pegasus Nero. Nel frattempo, anche Cristal ha incontrato e vinto Cigno Nero, grazie al suo Vortice Fulminante dell'Aurora: al Cavaliere del Cigno non resta che raggiungere Phoenix e affrontarlo. |                   |                  |
| 12                                  | Lotta per la causa 「つかめ! 友情の星雲鎖」 - Tsukame! Yujo no Nebula Chain - Afferrala! La Nebula Chain Dell'Amicizia | 10 gennaio 1987   | 10 aprile 1990   |
| 12                                  | Cristal ha la peggio nel combattimento contro Phoenix e viene sconfitto dal Pugno Diabolico del Cavaliere della Fenice. Nel frattempo Andromeda trova Pegasus caduto in un crepaccio della Valle della Morte: la sua pelle si è completamente colorata di nero e al giovane eroe non resta molto da vivere. Andromeda tenta di recuperarlo, ma viene interrotto dall'arrivo della sua controparte malvagia, Andromeda Nero, che lo attacca con la sua micidiale catena speciale. Andromeda è così costretto ad abbandonare l'amico nel burrone e ad affrontare il nemico, che riesce a sconfiggere e al quale sottrae il pezzo della Sacra armatura. Intanto, anche Dragone è giunto in aiuto agli altri Cavalieri dello zodiaco, dopo aver riparato sia la sua armatura che quella di Pegasus nello Jamir. Sirio dovrà affrontare Dragone Nero, l'ultimo Cavaliere nemico rimasto. |                   |                  |
| 13                                  | Il ritorno di Dragone 「燃えあがれ! 炎の一撃」 - Moe agare! Honoo no ichigeki - Avvampa! Un Colpo Di Fiamma | 17 gennaio 1987   | 11 aprile 1990   |
| 13                                  | Mentre Andromeda tenta di recuperare Pegasus in fin di vita caduto in un crepaccio, Sirio lotta contro Dragone Nero, pur non essendo nelle condizioni migliori per affrontare un nemico così tosto, dopo aver perso una gran quantità di sangue per riparare l'armatura. Nel corso della battaglia, Sirio cerca di spiegare all'avversario perché vale la pena combattere in nome dell'amicizia e della lealtà. Concluso lo scontro, Sirio ha perso un'ulteriore gran quantità di sangue a causa delle ferite, ma Dragone Nero, profondamente colpito dai discorsi sull'amicizia dell'avversario, decide di salvargli la vita, prima di morire colpito dal Colpo Segreto del Drago Nascente. Recuperato il corpo di Pegasus, Dragone riesce a risvegliarlo colpendo le tredici stelle della costellazione di Pegasus situate sul corpo del Cavaliere e facendo fuoriuscire il sangue infetto. I Cavalieri dello zodiaco si apprestano così ad affrontare Phoenix nel duello decisivo. |                   |                  |
| 14                                  | La resa dei conti 「敗れたり! 幻魔拳」 - Yaburetari! Genmaken - Sconfitti Dall'Illusione Mistica! | 24 gennaio 1987   | 12 aprile 1990   |
| 14                                  | Ripresosi dopo il duro combattimento contro Phoenix, Cristal affronta il nemico e riesce a respingere il suo colpo segreto con la Polvere di Diamanti. Ma il Cavaliere della Fenice non si dà per vinto e attacca i quattro avversari con le Ali della Fenice, alle quali solo Pegasus riesce a resistere, salvato dalla Sacra armatura d'oro, che si è composta da sola e si è disposta a difesa del giovane Cavaliere. Questi affronta il nemico in campo aperto e, ricevuti in aiuto lo scudo del Dragone, la catena di Andromeda e il gelido cosmo di Cristal, grazie all'unione dei poteri di tutti i quattro Cavalieri dello zodiaco, riesce a sconfiggere Phoenix. |                   |                  |
| 15                                  | Il mistero svelato 「今あかす! 一輝の謎」 - Ima akasu! Ikki no nazo - Svelato! Il Mistero Di Ikki | 31 gennaio 1987   | 13 aprile 1990   |
| 15                                  | Vinto in battaglia da Pegasus, Phoenix decide di svelare il suo passato agli altri Cavalieri dello zodiaco. Mandato all'Isola della Regina Nera per diventare un Cavaliere, Phoenix ha dovuto rinnegare ogni sentimento buono e nobile e ha dovuto persino uccidere il suo istruttore, un guerriero mascherato di nome Guilty. Improvvisamente irrompe un nuovo e pericoloso nemico, Docrates, giunto per rubare la Sacra armatura insieme al suo esercito di soldati. Ai Cavalieri dello zodiaco, sopraffatti dalla forza impressionante dell'avversario, vengono sottratti otto dei nove pezzi dell'armatura d'oro. Riconosciuti i propri errori e messo alle spalle il proprio passato, Phoenix cerca di contrastare il nemico con le Ali della Fenice, provocando una grande frana e restandovi sotterrato insieme a Docrates. Gli altri quattro Cavalieri dello zodiaco piangono la morte dell'amico ritrovato, mentre nelle loro mani è rimasto soltanto l'elmo dell'armatura Sacra. |                   |                  |
| 16                                  | L'attacco di Docrates 「巨大! ドクラテスの猛襲」 - Kyodai! Docrates no moshu - Gigantesco! Il Furioso Attacco Di Docrates | 7 febbraio 1987   | 16 aprile 1990   |
| 16                                  | Sopravvissuto alla frana provocata da Phoenix, Docrates raggiunge Nuova Luxor per portare a termine la propria missione. Il gigantesco guerriero vuole a tutti i costi recuperare l'elmo della Sacra armatura, l'unico pezzo della corazza dorata non ancora in suo possesso, per conto di un'autorità a lui superiore: Arles, il Grande Sacerdote di Atene. Docrates attacca furiosamente i Cavalieri dello zodiaco, i quali non riescono a fronteggiare il nemico e vengono sopraffatti. All'arrivo della polizia, il gigante è costretto a fuggire e rapisce Lady Isabel, chiedendo come riscatto nientemeno che lo stesso elmo della Sacra armatura. |                   |                  |
| 17                                  | Lady Isabel è in pericolo 「救え! 沙織の危機」 - Sukue! Saori no kiki - Salvatela! Saori In Pericolo | 14 febbraio 1987  | 17 aprile 1990   |
| 17                                  | I Cavalieri dello zodiaco sono costretti ad affrontare Docrates per salvare Lady Isabel e si recano quindi al Palazzo dei Tornei, come da appuntamento. Tuttavia, preso l'elmo della Sacra armatura, i guerrieri di Docrates non liberano la ragazza e scappano portando con sé l'ultimo pezzo della corazza dorata. Appena usciti dall'arena, però, il gruppo di soldati si imbatte in Cristal, pronto a riceverli, che riesce a riconquistare l'elmo dopo una lunga corsa per le vie della città. Intanto, al Palazzo dei Tornei Pegasus e Andromeda ingaggiano una battaglia contro il possente e apparentemente invincibile Docrates, ma nessuno dei due riesce ad avere ragione del nemico. Nell'arena giunge anche Cristal, che riesce a scoprire il punto debole dell'avversario e gli congela le gambe con una sua tecnica speciale addirittura pericolosa per la sua stessa incolumità. Pegasus e Andromeda attaccano Docrates e lo sconfiggono, contro ogni previsione, salvando così Lady Isabel. Nel frattempo, Sirio e Kiki, tornati nella Valle della Morte, non riescono a recuperare gli altri otto pezzi dell'armatura d'oro che qui erano stati nascosti, venendo preceduti dai guerrieri di Docrates. |                   |                  |
| 18                                  | La regina degli inganni 「大暴れ! カリブの幽霊聖闘士」 - Dai abare! Karibu no Ghosts Saints - Scatenati! I Santi Fantasma Dei Caraibi | 21 febbraio 1987  | 18 aprile 1990   |
| 18                                  | Una petroliera di proprietà della Fondazione di Lady Isabel viene assalita da tre nuovi nemici, mandati dal Grande Tempio di Atene: sono tre Cavalieri al servizio di Morgana, una donna guerriera conosciuta anche come la regina degli inganni. Per evitare di mettere a repentaglio la vita dell'equipaggio della nave, preso in ostaggio, e allo stesso tempo scongiurare un importante disastro ambientale, se venisse riversata in mare la grande quantità di petrolio contenuto nella stiva, i Cavalieri dello zodiaco devono consegnare di persona l'elmo della Sacra armatura d'oro ai nemici. Pegasus, Dragone, Cristal e Andromeda devono accettare la sfida e raggiungono la petroliera nel tentativo di risolvere la situazione: qui ingaggiano un combattimento contro i tre guerrieri nemici (Serpente di Mare, Delfino e Medusa), i quali vengono sconfitti. In loro aiuto giunge però la stessa Morgana, che crea una potente illusione, ingannando gli avversari e permettendo ai suoi guerrieri di recuperare l'elmo della Sacra armatura per poi dileguarsi. |                   |                  |
| 19                                  | L'isola di Morgana 「生か死か! 魔界島の血戦」 - Seika shika! Makaito no kessen - Vita o Morte! Sanguinoso Scontro Sull'Isola Inferno | 28 febbraio 1987  | 19 aprile 1990   |
| 19                                  | I Cavalieri dello zodiaco vengono raggiunti sulla petroliera da Lady Isabel, che li rincuora dopo l'inaspettata sconfitta appena subita. La ragazza è riuscita a rintracciare il nemico presso una piccola isola dove Morgana ha trascorso il periodo di esilio e dove i Cavalieri decidono di recarsi per riconquistare l'elmo della sacra armatura. Dopo aver sconfitto Serpente di Mare, Delfino e Medusa, i Cavalieri dello zodiaco raggiungono il castello di Morgana, dove Pegasus si scontra con la sua nemica. Durante la battaglia, Morgana si rivela essere allieva di Tisifone ed addirittura utilizza il suo stesso colpo segreto, il Cobra Incantatore. Alla fine, Pegasus riesce a sconfiggere Morgana, la quale in punto di morte rivela al suo avversario che sarà destinato ad indossare l'armatura d'oro. I Cavalieri dello zodiaco hanno trionfato ancora e l'elmo della Sacra armatura d'oro è di nuovo in mani amiche. |                   |                  |
| 20                                  | Missione in Grecia 「本気で戦え! シャイナの逆襲」 - Honki de tatakae! Shaina no gyakushu - Combatti Sul Serio! Il Contrattacco Di Shaina | 7 marzo 1987      | 20 aprile 1990   |
| 20                                  | A Nuova Luxor il Palazzo dei Tornei, l'arena dove si è svolta la Guerra Galattica, va a fuoco in circostanze misteriose. I Cavalieri dello zodiaco suggeriscono quindi a Lady Isabel di ritirarsi in un luogo isolato insieme all'elmo della Sacra armatura, per nasconderlo ai nemici. Nel frattempo, al Grande Tempio, Arles incarica il Maestro dei Ghiacci, istruttore di Cristal il Cigno, di uccidere il suo stesso allievo. In un primo momento il Maestro dei Ghiacci si rifiuta di eseguire l'ordine, ma viene poi colpito da una potente tecnica mentale del Grande Sacerdote, che piega la volontà del maestro di Cristal al suo volere. Intanto i Cavalieri dello zodiaco decidono di far visita ai rispettivi maestri per farsi consigliare le mosse da adottare: Pegasus si reca in Grecia per far visita a Castalia, ma qui incontra Tisifone, ancora decisa a vendicarsi per la pesante sconfitta subita ad opera dell'avversario. Pegasus e Tisifone si scontrano duramente, ma Castalia irrompe nel bel mezzo della lotta, comunicando all'allievo quel che è successo al Maestro dei Ghiacci, avendo assistito all'episodio, e permettendo a Pegasus di fuggire, bloccando Tisifone. Nel frattempo, Cristal si reca in Siberia per visitare il suo maestro, ma qui scopre che il suo villaggio è stato attaccato e distrutto da uomini malvagi agli ordini proprio del Maestro dei Ghiacci. Sbalordito, Cristal incontra il suo maestro, il quale però non sembra avere buone intenzioni verso colui che un tempo è stato il suo allievo. |                   |                  |
| 21                                  | Battaglia tra i ghiacci 「非情! オーロラの対決」 - Hijo! Aurora no taiketsu - Senza Pietà! Lo Scontro Dell'Aurora | 14 marzo 1987     | 23 aprile 1990   |
| 21                                  | L'esercito di Arles utilizza gli abitanti del villaggio di Cristal come schiavi per costruire una grande piramide di ghiaccio, che dovrebbe rappresentare il potere del Grande Tempio esteso sino alla Siberia. Al primo incontro con il Maestro dei Ghiacci, Cristal decide di non combattere e fugge. Successivamente si reca alla piramide di ghiaccio, dove sconfigge i soldati del Grande Tempio e libera gli abitanti del suo villaggio. Ma qui incontra nuovamente il Maestro dei Ghiacci, con il quale ingaggia una dura lotta nelle fredde lande siberiane a suon di tecniche congelanti. Anche Pegasus raggiunge l'amico e lo informa che la mente del Maestro dei Ghiacci è sotto il controllo di Arles. La lotta continua, e alla fine Cristal colpisce a morte il suo maestro che, prima di esalare l'ultimo respiro, ritorna in sé e sferra una potente Polvere di Diamanti alla piramide di ghiaccio, distruggendola. Poi, spirando tra le braccia dell'allievo, lo incoraggia a continuare e vincere la lotta contro le forze oscure. |                   |                  |
| 22                                  | Un aiuto insperato 「炎の復活! 不死身の一輝」 - Honoo no fukkatsu! Fujimi no Ikki - La Fiamma Risorge! Ikki L'Immortale | 21 marzo 1987     | 24 aprile 1990   |
| 22                                  | Gigars, primo ministro di Grecia a servizio del Grande Sacerdote, si reca a Nuova Luxor insieme al Cavaliere della Fiamma appartenente alla costellazione della Fornace. Questi viene incaricato di bruciare e radere al suolo il palazzo di Lady Isabel, che però si è nascosta in una baita di montagna insieme ad Andromeda e al maggiordomo Mylock. Proprio il maggiordomo cade nella trappola, recandosi immediatamente a Nuova Luxor e venendo scoperto e catturato da Gigars. Tramite Mylock, il primo ministro di Grecia viene a conoscenza del nascondiglio di Lady Isabel e si reca alla baita accompagnato dal Cavaliere della Fiamma. Andromeda affronta il nemico, ma stavolta la sua potente catena non è in grado di contrastare le tecniche infuocate del suo avversario. Tuttavia, nel momento di maggior difficoltà, in soccorso del Cavaliere di Andromeda appare Phoenix, suo fratello, tornato a nuova vita per riunirsi agli altri Cavalieri dello zodiaco e sconfiggere le forze dell'oscurità. Grazie al suo Pugno Diabolico, il Cavaliere della Fiamma viene eliminato, Gigars viene messo in fuga e l'elmo della Sacra armatura resta ancora in mani amiche. |                   |                  |
| 23                                  | Il Cavaliere d'argento 「シルバー聖闘士! 誇り高き刺客」 - Silver Saints! Hokori takaki shikaku - Il Santo D'Argento! Un Sicario Orgoglioso | 28 marzo 1987     | 25 aprile 1990   |
| 23                                  | Phaeton, nuovo capo dei soldati del Grande Tempio al posto di Gigars, affida a Castalia il compito di eliminare Pegasus, con l'aiuto di Eris, il Cavaliere d'argento della costellazione della Lucertola. Nel frattempo, i Cavalieri dello zodiaco sono venuti a conoscenza dell'identità di Arles, ma Lady Isabel suggerisce loro di non avventarsi subito al Grande Tempio per sconfiggere il Grande Sacerdote e consiglia loro di prendersi alcuni giorni di riposo. Perciò Pegasus si reca a far visita al collegio di Nuova Luxor, dove ha trascorso l'infanzia. Tuttavia, mentre il ragazzo passeggia sulla spiaggia con Lamia, un'amica d'infanzia, sopraggiunge alla spiaggia di Nuova Luxor Castalia, accompagnata da Eris. Accortosi del fatto che il Cavaliere d'argento è un seguace di Arles, Pegasus affronta Eris, ma Castalia, accortasi dalle prime battute delle scarse possibilità di vittoria dell'allievo, simula la morte del Cavaliere dello zodiaco colpendolo al cuore. Credendo di avere ingannato con successo Eris, la sacerdotessa guerriero abbandona il campo di battaglia, ma il Cavaliere d'argento si accorge del trucco e si decide ad affrontare e sconfiggere personalmente il giovane avversario. |                   |                  |
| 24                                  | Il segreto di Castalia 「飛べペガサス! すい星のように」 - Tobe Pegasus! Suisei no yo ni - Vola, Pegasus! Come Una Cometa | 11 aprile 1987    | 26 aprile 1990   |
| 24                                  | Eris possiede delle tecniche formidabili: le Dita d'Argento sono un attacco micidiale, mentre la sua Barriera d'Argento si rivela essere una difesa impenetrabile. Tuttavia Pegasus, mentre in un primo momento sembrava spacciato, riesce a scoprire il punto debole dell'avversario, ovvero la sua eccessiva sicurezza nelle proprie tecniche. Il Cavaliere dello zodiaco riesce prima ad infrangere la Barriera d'Argento con una nuova mossa, la Cometa Lucente, e poi addirittura a respingere le Dita d'Argento. Il Cavaliere d'argento viene infine sconfitto con l'ausilio di un'altra nuova mossa, la Spirale di Pegasus. Ma quando Castalia e altri due Cavalieri d'argento, Asterione dei Cani da Caccia e Moses della Balena, trovano il corpo morto di Eris sulla spiaggia di Nuova Luxor, la verità sull'inganno della sacerdotessa guerriero ai danni del Cavaliere d'argento viene alla luce. Castalia viene sconfitta in battaglia da Moses e viene poi utilizzata come esca per attirare Pegasus: il Cavaliere dello zodiaco accorre immediatamente alla spiaggia ed ingaggia uno scontro con Moses. Questi, durante la battaglia, rivela il grande segreto di Castalia: l'istruttrice di Pegasus è in realtà anche sua sorella Patricia. Incoraggiato dalla notizia che sua sorella è viva e finalmente è stata ritrovata, Pegasus dà fondo a tutte le sue forze e riesce a sconfiggere Moses. Ma ora il Cavaliere dello zodiaco deve concentrare la sua attenzione su Asterione. |                   |                  |
| 25                                  | In nome di Atena 「戦え! アテナのもとで」 - Tatakae! Atena no moto de - Combattete! Nel Nome Di Atena | 18 aprile 1987    | 27 aprile 1990   |
| 25                                  | Pegasus affronta Asterione, ma il Cavaliere d'argento è in grado di leggere nel pensiero ed anticipa tutte le mosse dell'avversario. Il giovane Cavaliere si trova così in seria difficoltà, ma proprio mentre Asterione è in procinto di sferrare il colpo di grazia al nemico, viene interrotto da Castalia, che salva l'allievo. La sacerdotessa guerriero, impedendo al nemico di leggere nella sua mente, riesce poi a sconfiggere Asterione in battaglia, ma è successivamente costretta a fuggire. Quando Cristal raggiunge la spiaggia di Nuova Luxor, vi trova Pegasus privo di sensi. Accanto al corpo del ragazzo, scritto sulla sabbia viene notato un messaggio lasciato dalla stessa Castalia, che raccomanda all'allievo di proteggere Atena, dea della giustizia e sin dai tempi più remoti protettrice dei Cavalieri dello zodiaco. Riunitisi all'interno delle macerie del Palazzo dei Tornei, Pegasus, Sirio, Cristal, Andromeda e Phoenix vengono a conoscenza di una scioccante verità: Mylock racconta loro che tredici anni prima, Alman di Thule, mentre si trovava ad Atene come turista, aveva incontrato un Cavaliere in fin di vita, Micene di Sagitter, che aveva dovuto sacrificare la propria vita per salvare quella di Lady Isabel ancora in fasce. Prima di morire, il Cavaliere aveva affidato ad Alman di Thule sia lo scrigno contenente la Sacra armatura d'oro, sia la bambina, spiegandogli che si trattava della reincarnazione della dea Atena sulla Terra. Tuttavia, all'improvviso, un nuovo Cavaliere d'argento attacca i cinque ragazzi: è Babel del Centauro, che con le sue potenti tecniche infuocate mette in grande difficoltà il paladini di Atena. Ma ecco che, nel momento culminante della lotta, giungono in volo tre nuovi e misteriosi Cavalieri.               |                   |                  |
| 26                                  | Amici o nemici? 「敵か味方か! スチールセイント」 - Teki ka mitaka ka! Steels Saints - Amici o Nemici! I Santi D'Acciaio | 25 aprile 1987    | 30 aprile 1990   |
| 26                                  | I tre nuovi guerrieri si presentano come i Cavalieri d'acciaio: Lear, Benham e Shadir. Questi irrompono nel bel mezzo del combattimento tra Babel e Cristal, agendo a favore di quest'ultimo: proprio grazie al loro intervento il Cavaliere del Cigno riesce a sconfiggere l'avversario. Prima di morire, la mente di Babel viene liberata dall'influsso malefico di Arles, grazie ai grandi poteri della dea Atena. Ma Pegasus e compagni non hanno ancora la piena certezza del fatto che i Cavalieri d'acciaio, già dileguatisi, siano dalla loro parte, pensando che in realtà possano appartenere ad un'altra fazione anch'essa sulle tracce della Sacra armatura d'oro. Nel frattempo, al Grande Tempio, Phaeton affida il compito di eliminare i Cavalieri dello zodiaco a Tisifone, su richiesta della stessa sacerdotessa guerriero. E mentre sale la preoccupazione per Castalia, che ancora non è tornata ad Atene, Tisifone sceglie come suo compagno di battaglia Algol di Perseo, un altro temibile Cavaliere d'argento. Intanto, A Nuova Luxor Pegasus decide di partire per una ricognizione in Grecia, accompagnato da Sirio e Andromeda. Ma mentre i tre Cavalieri sono in viaggio verso il Grande Tempio, una forza sconosciuta attira il loro aereo su una piccola isola, dove ad attenderli vi è proprio Tisifone. |                   |                  |
| 27                                  | Lo scudo della Medusa 「星矢が石に! メドゥサの盾」 - Seiya ga ishi ni! Medusa no tate - Seiya Pietrificato! Lo Scudo Di Medusa | 2 maggio 1987     | 1º maggio 1990   |
| 27                                  | Tisifone, Algol e Virnam, altro Cavaliere d'argento, si scontrano rispettivamente con Pegasus, Andromeda e Sirio. La lunga faida tra la sacerdotessa guerriero e il Cavaliere di Pegasus si conclude a favore di quest'ultimo, che riesce a sconfiggere la sua acerrima nemica una volta per tutte. Ma Algol, deciso a vendicare la disfatta della sacerdotessa, sfodera il suo scudo della Medusa, che reca scolpito il volto della Gorgone: chiunque incroci il suo sguardo viene pietrificato. Primo a cadere nel trucco è Andromeda, suo diretto avversario. Nel tentativo di portare soccorso all'amico, anche Pegasus viene trasformato in pietra. Infine, per sbaglio, viene pietrificato anche Virnam. Sul campo di battaglia restano quindi soltanto lo stesso Algol e Sirio, che è riuscito a sfuggire allo sguardo di Medusa grazie al potente scudo del Dragone. Intanto a Nuova Luxor, venuti a sapere dell'incidente accorso all'aereo sul quale viaggiavano gli altri Cavalieri, anche Cristal e Phoenix partono alla volta della Grecia. |                   |                  |
| 28                                  | Una vittoria a caro prezzo 「ドラゴン! 捨て身の一撃」 - Dragon! Sutemi no ichigeki - Dragone! Un Attacco a Rischio Della Vita | 9 maggio 1987     | 2 maggio 1990    |
| 28                                  | La lotta si rivela subito molto complicata per Sirio: nessuna strategia sembra essere utile contro Argor. Alla fine, il braccio sinistro del Cavaliere del Dragone, insieme allo scudo che fino ad allora lo aveva protetto dallo sguardo di Medusa, viene pietrificato. Sembra la fine per il cavaliere di Atena, in procinto di essere sconfitto, ma all'improvviso accorrono in suo aiuto i tre Cavalieri d'acciaio, che si rivelano così dalla parte di Atena. Purtroppo però, nemmeno i Cavalieri d'acciaio riescono a fermare il nemico e vengono sconfitti. Allora Dragone decide di compiere un gesto estremo: si acceca con le proprie mani, nella speranza di non incrociare lo sguardo di Medusa. Guidato dalla dea Atena, il Cavaliere dello zodiaco riesce a distruggere lo scudo di Medusa e a sconfiggere Argor. A seguito della morte di quest'ultimo, tutti coloro che erano stati pietrificati ritornano normali. Insieme a Pegasus e Andromeda, anche Virnam riassume le sue sembianze umane, ma è costretto a ritirarsi insieme a Tisifone. Raggiunti da Cristal e Phoenix, i Cavalieri dello zodiaco tornano a Nuova Luxor e portano Sirio all'ospedale. Nel frattempo, Lady Isabel incontra il professor Rigel, il creatore dei Cavalieri d'acciaio. Il professor Rigel racconta la sua storia, spiegando che è stato Alman di Thule ad incaricarlo della costruzione delle armature d'acciaio, che infatti sono armature meccaniche. I tre Cavalieri d'acciaio sono un'ulteriore forza a difesa della dea Atena, insieme ai Cavalieri dello zodiaco. Intanto all'ospedale, Pegasus e compagni vengono a sapere che Sirio si riprenderà, ma la sua vista sarà perduta per sempre. |                   |                  |
| 29                                  | Un attacco deciso 「誘拐! 沙織を襲うカラス軍団」 - Yukai! Saori o osou karasu gundan - Rapimento! Uno Stormo Di Corvi Assale Saori | 16 maggio 1987    | 3 maggio 1990    |
| 29                                  | Ripresosi dopo il combattimento contro Argor, Sirio decide di recarsi ai Cinque Picchi per trovare un rimedio alla sua cecità. Intanto però, a causa di alcuni dissidi interni al gruppo di Cavalieri dello zodiaco, Phoenix decide di separarsi dagli amici e continuare a vivere in solitaria, pur rimanendo fedele ad Atena. La sera stessa un altro Cavaliere d'argento giunge a Nuova Luxor: è Damian del Corvo, mandato da Arles con l'obiettivo di rapire Lady Isabel. Con l'aiuto di un grande stormo di corvi addestrati, il Cavaliere d'argento riesce nel suo intento. Pegasus si lancia subito al suo inseguimento e lo raggiunge in una zona montuosa fuori dalla città. Qui Damian e il Cavaliere di Atena si scontrano: dopo un momento di difficoltà, è il Cavaliere di Pegasus ad uscire vincitore dalla battaglia. Tuttavia, i corvi sono già diretti verso il Grande Tempio insieme a Lady Isabel, e Pegasus dovrà continuare la sua corsa nel tentativo di salvare la fanciulla. |                   |                  |
| 30                                  | L'ira di Tisifone 「燃えあがれ! 愛のコスモ」 - Moegare! Ai no Cosmo - Ardi! Cosmo Dell'Amore | 23 maggio 1987    | 4 maggio 1990    |
| 30                                  | Pegasus riesce a salvare Lady Isabel, ma si ritrova con un braccio fratturato e accerchiato da Damian e Tisifone. La sacerdotessa guerriero, trasgredendo gli ordini di Phaeton, ha raggiunto Pegasus con l'obiettivo di vendicarsi per la recente sconfitta subita. Per sfuggire dalle grinfie della nemica, Pegasus si getta in un profondo burrone insieme a Lady Isabel. Nella caduta, il Cavaliere perde i sensi ed il mattino seguente viene trovato da Damian e Tisifone. Ma è Lady Isabel a proteggere il giovane eroe sino all'arrivo di Andromeda e Cristal, i quali si scontrano con Tisifone e la sconfiggono. Intanto Damian cade rovinosamente in un burrone, stordito da un attacco della stessa Lady Isabel, che grazie ai suoi grandi poteri derivanti da Atena conduce dalla propria parte i corvi addestrati dal Cavaliere d'argento. Tuttavia, mentre le condizioni di Pegasus si aggravano sempre più, i Cavalieri dello zodiaco non possono ancora tornare a Nuova Luxor, poiché dovranno fronteggiare due nuovi e misteriosi nemici. |                   |                  |
| 31                                  | Due fratelli alleati 「幻魔! 生死のデッドライン」 - Genma! no deadline - Illusione! Il Confine Tra La Vita e La Morte | 30 maggio 1987    | 7 maggio 1990    |
| 31                                  | I due nuovi guerrieri si presentano come Agape di Auriga e Vesta di Cerbero, Cavalieri d'argento mandati dalla Grecia anch'essi con l'obiettivo di rapire Lady Isabel. Andromeda e Cristal si scontrano con i due avversari, ma hanno la peggio e cadono in un burrone. Ma proprio nel momento del bisogno, a difesa di Lady Isabel interviene Phoenix: il Cavaliere della Fenice si dimostra da subito superiore ai due nemici, e dopo aver combattuto e indebolito Vesta, piega Agape con il Fantasma Diabolico. Nel frattempo, Andromeda e Cristal riescono a risalire il burrone e tornano sul campo di battaglia. A questo punto, ripristinata la normalità, Phoenix abbandona nuovamente i suoi amici, affidando al fratello la missione di sconfiggere il già infiacchito Vesta. Andromeda riesce a vincere il Cavaliere d'argento, ma ora è tempo di concentrare le proprie attenzioni su Pegasus, le cui condizioni continuano a peggiorare. |                   |                  |
| 32                                  | Ritorno all'Isola Nera 「大爆発! デスクイーン島」 - Dai bakuhatsu! Death Queen to - Grande Esplosione! Death Queen Island | 6 giugno 1987     | 8 maggio 1990    |
| 32                                  | Phoenix torna sull'Isola della Regina Nera, il luogo dove ha ricevuto l'addestramento per diventare Cavaliere. Mentre ricorda i duri tempi dell'addestramento e rammenta Esmeralda, una dolce ragazza incontrata in gioventù proprio sull'isola, il Cavaliere della Fenice viene attaccato da Jango, un guerriero che in passato aveva concorso con Phoenix per l'investitura a Cavaliere. Mandato direttamente da Arles, Jango è accompagnato da altri guerrieri, tra i quali anche Phoenix Nero: il Cavaliere di Atena accetta la sfida lanciatagli, poiché riportare la vittoria significherebbe chiudere definitivamente i conti con il suo passato oscuro e malvagio. Dopo un primo momento di difficoltà, grazie all'intervento degli altri Cavalieri dello zodiaco, tra i quali anche Pegasus ormai ripresosi, Jango viene sconfitto. Ma improvvisamente un forte terremoto scuote la terra: i poteri oscuri di Arles hanno raggiunto l'isola, che inizia a sprofondare in mare. Tuttavia Lady Isabel, che segue i Cavalieri da un'imbarcazione non lontano dall'isola, salva i suoi paladini, che volano in cielo sotto forma di sfere luminose, protetti dal cosmo di Atena. |                   |                  |
| 33                                  | Sirio, ritorna! 「龍虎激突! 光なきドラゴンの涙」 - Ryuko Gekitotsu! Hikari naki Dragon no namida - Scontro Tra Drago e Tigre! Le Lacrime Senza Luce Di Dragone | 13 giugno 1987    | 9 maggio 1990    |
| 33                                  | Mentre a Nuova Luxor gli eventi si succedono in continuazione per i Cavalieri dello zodiaco, Sirio si trova ai Cinque Picchi. Tuttavia, qui conduce una vita diversa, in quanto lo stato di cecità gli impedisce di svolgere normalmente le occupazioni quotidiane. Inoltre, sembra che anche la speranza di riacquistare la vista stia svanendo in Dragone. Il Cavaliere incontra quindi Demetrios, un ragazzo che in passato si allenava insieme a lui sotto la guida del Maestro dei Cinque Picchi. A causa del suo atteggiamento tracotante e violento era stato allontanato dall'anziano maestro, che lo riteneva indegno d'indossare l'armatura del Dragone. Da quel giorno Sirio non lo aveva più visto, ma ora era tornato con ostili intenzioni, dopo aver trascorso molti anni vagando per luoghi diversi ed allenandosi e migliorando sempre di più. Convinto che la colpa di tutti i torti subiti in gioventù fosse di Sirio, Demetrios vuole vendicarsi e attacca Dragone. Ma il Cavaliere dello zodiaco non è in grado di difendersi e accortosi di ciò, Demetrios decide di abbandonare la lotta. Nel momento di maggior disperazione, Sirio riesce a comprendere che è necessaria anzitutto la volontà di tornare a vedere, e perciò ritrova finalmente la speranza perduta. |                   |                  |
| 34                                  | Un amico ritrovato 「さらば友よ! やすらかに眠れ」 - Saraba tomo yo! Yasuraka ni nemure - Addio, Amico Mio! Riposa In Pace | 20 giugno 1987    | 10 maggio 1990   |
| 34                                  | Nonostante la cecità, Sirio decide di affrontare Demetrios e chiudere definitivamente la questione. Prima di iniziare la lotta, il vecchio compagno di addestramento di Dragone si benda, per combattere ad armi pari contro l'avversario. Ma alla fine è il Cavaliere del Dragone, più determinato che mai a tornare dai suoi amici, a vincere lo scontro. Demetrios, spirando tra le braccia di Sirio, riconosce i propri errori e chiede perdono: Dragone promette sulla tomba dell'amico ritrovato che farà di tutto per tornare il guerriero che era un tempo e che riacquisterà la vista. Intanto Pegasus si è recato nello Jamir, per incontrare il Grande Mur e chiedergli di aiutare Sirio. Giunto tuttavia alla dimora del Grande Mur, vi trova Kiki, il quale lo informa che il fratello non è nello Jamir e che nemmeno lui sa dove sia finito. La sera stessa, la Sacra armatura d'oro divisa ancora tra i Cavalieri dello zodiaco e il Grande Sacerdote, abbandona i luoghi dove era custodita e si ricompone da sola, andando a nascondersi sul fondale di un lago. |                   |                  |
| 35                                  | L'acqua della vita 「決死行! 開けドラゴンの目よ」 - Kesshi iki! Hirake Dragon no me yo - Pronto a Morire! Spalancatevi, Occhi Del Dragone | 27 giugno 1987    | 11 maggio 1990   |
| 35                                  | Mentre a Nuova Luxor e al Grande Tempio sale la preoccupazione per l'improvvisa scomparsa dell'armatura d'oro, Pegasus viene a sapere da Kiki che esiste un modo per guarire la cecità di Sirio. Secondo la leggenda, l'acqua della vita, che sgorga dalla sommità di un monte nello Jamir, è in grado di curare qualsiasi malattia e potrebbe anche ridare la vista a Dragone. Pegasus si reca immediatamente alla montagna e tenta di scalarla nonostante, secondo Kiki, neppure il Grande Mur fosse mai riuscito a raggiungere la sorgente, a causa delle grandi forze cosmiche che proteggono il luogo. Dopo essere incappato in varie difficoltà, il Cavaliere raggiunge l'acqua della vita e ne riempie una borraccia. Nel frattempo Kiki, che sta aspettando ai piedi del monte, viene attaccato da Aracne della Tarantola, un Cavaliere d'argento inviato da Arles per trovare il Grande Mur e condurlo al Grande Tempio. Pegasus riesce a raggiungere Kiki appena in tempo e, aiutato da Shadir, sconfigge Aracne. Il Cavaliere d'acciaio è giunto in Cina per informare Pegasus della scomparsa dell'elmo della Sacra armatura: il Cavaliere dello zodiaco è costretto a tornare a Nuova Luxor; la missione di consegnare a Sirio l'acqua della vita è affidata a Kiki. |                   |                  |
| 36                                  | I Cavalieri d'oro 「驚き! 12体のゴールドクロス」 - Odoroki! Juni tai ni Gold Cloth - Stupefacenti! Le 12 Vesti D'Oro | 4 luglio 1987     | 14 maggio 1990   |
| 36                                  | Deluso dalle numerose sconfitte subite dai suoi sudditi per mano dei Cavalieri dello zodiaco e preoccupato per la scomparsa degli otto pezzi della Sacra armatura in suo possesso, Arles decide di richiamare al Grande Tempio i potenti Cavalieri d'oro. Lady Isabel ignorava l'esistenza di altre Sacre armature oltre a quella del Sagittario, ma in realtà ve ne erano ben dodici. Alla corte del Grande Sacerdote accorre Scorpio, Cavaliere d'oro della costellazione dello Scorpione: a lui viene affidata la missione di sconfiggere una volta per tutte i Cavalieri dello zodiaco, di rango decisamente inferiore. Arles racconta a Scorpio una falsa versione dei fatti, secondo la quale i Cavalieri dello zodiaco erano nemici di Atena che stavano cospirando contro il Grande Tempio. All'improvviso irrompe nella sala Ioria, Cavaliere d'oro del Leone, il quale chiede che il compito appena affidato a Scorpio venga invece concesso a lui: Arles acconsente. Ioria è infatti fratello di Micene di Sagitter, che tredici anni prima tradì il Grande Tempio ed attentò alla vita di Atena. Dopo la morte di Micene, Ioria si pose l'obiettivo di riscattare il crimine commesso dal fratello, e secondo Arles è lui l'uomo più adatto alla missione. Intanto a Nuova Luxor, Pegasus, che era stato portato all'ospedale privato della Fondazione di Lady Isabel per trascorrere un periodo di riposo, viene attaccato da Tisifone. La sacerdotessa guerriero vuole battersi nuovamente con il Cavaliere dello zodiaco, colpevole non solo di averla vista in volto, ma anche di averle fatto provare tenerezza in passato, quando il ragazzo stava ricevendo l'addestramento per diventare Cavaliere in Grecia.                                                                                         |                   |                  |
| 37                                  | Il sacrificio di Tisifone 「仮面が叫ぶ! 愛か死か」 - Kamen ga sakebu! aika shika? - La Maschera Grida! Amore o Morte | 11 luglio 1987    | 15 maggio 1990   |
| 37                                  | Mentre Pegasus e Tisifone stanno discutendo in un bosco nei pressi dell'ospedale, appare un nuovo Cavaliere, da subito identificato come un guerriero di livello superiore: è infatti il Cavaliere d'oro Ioria, venuto dalla Grecia per uccidere Pegasus. Dopo aver svelato il segreto dei Cavalieri d'oro, Ioria spiega le ragioni che lo spingono a compiere il volere di Arles: egli deve riabilitare il nome del fratello, Micene di Sagitter, considerato da tutti un traditore del Grande Tempio. Mentre i Cavalieri dello zodiaco riescono a lanciare colpi alla velocità del suono, Ioria rivela inoltre che i Cavalieri d'oro riescono a muoversi addirittura alla velocità della luce. Il destino di Pegasus sembra segnato, ma quando Ioria scaglia il suo colpo più potente, il Sacro Leo, Tisifone si pone davanti al corpo del Cavaliere dello zodiaco, venendo colpita con gran violenza al suo posto. La ragazza si rivela innamorata di Pegasus e, spirando tra le braccia del Cavaliere, chiede perdono per il male commesso. Mosso a pietà per il gesto eroico della sacerdotessa guerriero, Ioria decide di risparmiare Pegasus, annunciando un suo ritorno e promettendo di prendersi cura di Tisifone. Ma ecco che compaiono altri tre Cavalieri d'argento: Argetti di Ercole, Dedalus della Mosca e Orione del Cane Maggiore, mandati da Arles a controllare le azioni di Ioria. Pegasus viene attaccato e sembra sul punto di soccombere, privo della propria armatura ; improvvisamente, sotto lo sguardo attonito di tutti i presenti, ecco apparire l'armatura d'oro del Sagittario. La corazza che Micene di Sagitter aveva un tempo indossato va ora a disporsi sul corpo di Pegasus che, forte del potere conferitogli dall'armatura d'oro, elimina con facilità i tre Cavalieri d'argento. |                   |                  |
| 38                                  | Il dubbio 「激突! ゴールドセイント」 - Geki totsu! Gold Saint - Scontro Frontale! I Santi D'Oro | 18 luglio 1987    | 16 maggio 1990   |
| 38                                  | Volendo togliere a Pegasus l'armatura d'oro del Sagittario, Ioria attacca il nemico, ma al salvataggio del Cavaliere dello zodiaco giunge Lady Isabel. La fanciulla rivela di essere la reincarnazione della dea Atena sulla Terra e racconta a Ioria la sua vera storia: quando era ancora in fasce, tredici anni prima, Arles tentò di ucciderla, ma Micene di Sagitter glielo impedì e portò in salvo la neonata a costo della sua vita. Colpito dalle parole di Lady Isabel, il Cavaliere d'oro le propone una prova: avrebbe dovuto affrontare il Sacro Leo e qualora fosse realmente stata una divinità, ne sarebbe uscita sicuramente illesa. La ragazza accetta, ma al momento dell'esecuzione Pegasus si pone davanti al corpo della fanciulla e respinge il colpo. In quel momento lo spirito di Micene appare a Ioria e lo convince del fatto che il vero traditore è Arles e che Lady Isabel è realmente la dea Atena. Allora il Cavaliere d'oro, chiedendo perdono, giura fedeltà a Lady Isabel e promette di espiare le proprie colpe. In quel momento, l'armatura del Sagittario si separa dal corpo di Pegasus. |                   |                  |
| 39                                  | Una prova da superare 「光速! マッハを越える強拳」 - Kosoku! Mach o koeru kyoken - Velocità Della Luce! Un Colpo Che Supera Mach 1 | 25 luglio 1987    | 17 maggio 1990   |
| 39                                  | Ai Cinque Picchi, Sirio riceve da Kiki l'acqua della vita, che però, almeno in un primo momento, non sortisce gli effetti sperati. Il Cavaliere del Dragone è comunque intenzionato a tornare dagli amici a Nuova Luxor, ma prima della sua partenza il Maestro dei Cinque Picchi decide di rivelargli il segreto dei Cavalieri d'oro, dodici in totale. Improvvisamente sopraggiunge Cancer, Cavaliere d'oro della costellazione del Cancro, mandato anch'egli da Arles con la missione di condurre al Grande Tempio il maestro di Sirio, rivelando che quest'ultimo è in realtà il Cavaliere d'oro della Bilancia. Anzitutto, Cancer deve affrontare Dragone, il quale viene sconfitto con facilità. Tuttavia, durante un dibattito verbale tra i Cavalieri d'oro, Sirio si ripresenta e continua la lotta con Cancer. Nel momento critico della battaglia, interviene in aiuto di Dragone un altro Cavaliere d'oro: è il Grande Mur, fratello di Kiki e Cavaliere della costellazione dell'Ariete. Data l'ormai accentuata inferiorità numerica, Cancer decide di ritirarsi. Il Maestro dei Cinque Picchi, noto anche con il nome di Libra, rivela all'allievo che questa era l'ultima prova da superare per il Cavaliere dello zodiaco: ora è giunto il tempo dello scontro finale e i Cavalieri di Atena uniranno le forze per sconfiggere Arles. |                   |                  |
| 40                                  | Preparativi a Nuova Luxor 「行くぞ! 俺たちの旅立ち」 - Ikuzo! Oretachi no tabidachi - Andiamo! La Nostra Partenza | 1º agosto 1987    | 18 maggio 1990   |
| 40                                  | Lady Isabel e i Cavalieri dello zodiaco si apprestano ad affrontare Arles e i suoi seguaci al Grande Tempio. Non si tratta però di una facile missione: i Cavalieri di Atena potrebbero anche non fare ritorno a Nuova Luxor, quindi alla vigilia della partenza salutano forse per l'ultima volta i loro amici più cari. Il mattino della partenza, per la strada che conduce all'aeroporto, Andromeda incontra Nemes del Camaleonte, una sacerdotessa guerriero sua compagna di addestramento nell'Isola di Andromeda. La donna riferisce all'amico uno sconvolgente avvenimento: l'Isola di Andromeda è stata attaccata dal Cavaliere d'oro Scorpio, mandato da Arles in quanto Albione di Cefeo, maestro di Andromeda e Nemes, non si era schierato dalla sua parte. Lo stesso Albione si era opposto fino all'ultimo a Scorpio, ma era stato sopraffatto. Nemes non vuole che Andromeda parta per affrontare i Cavalieri d'oro, in quanto rischierebbe la vita. All'improvviso irrompono altri due allievi di Albione, Reda del Pesce Australe e Saltius di Cassiopea, che attaccano il Cavaliere di Andromeda decisi a vendicare la morte del maestro. Nel frattempo, all'aeroporto, Pegasus e Cristal iniziano a preoccuparsi per il ritardo dell'amico, ma Lady Isabel consiglia loro di non andare a cercarlo, bensì di confidare in lui: solo se avranno fiducia l'un l'altro i Cavalieri dello zodiaco riusciranno a sconfiggere le forze oscure. |                   |                  |
| 41                                  | Al Grande Tempio 「聖域大決戦! アテナ最大の危機」 - Sancturay daikessen! Atena saidai no kiki - Grande Scontro Al Santuario! Atena è In Grave Pericolo | 8 agosto 1987     | 21 maggio 1990   |
| 41                                  | Nonostante un primo momento di difficoltà nella lotta contro Reda e Saltius, Andromeda reagisce e riesce a sconfiggere i suoi vecchi compagni di addestramento, ricordando alcuni consigli di Phoenix riguardo alla possibilità di mutare il proprio destino. Raggiunti Lady Isabel, Pegasus e Cristal all'aeroporto, i Cavalieri dello zodiaco partono alla volta di Atene. Nel frattempo, al Grande Tempio, Ioria incontra Arles e gli rivela di aver scoperto il suo segreto. Il Grande Sacerdote ed il Cavaliere del Leone si scontrano, ma la battaglia viene interrotta dall'arrivo di Virgo, Cavaliere d'oro della costellazione della Vergine. Questi, venendo a sapere da Arles che Ioria è un traditore, si scontra con il Cavaliere d'oro, ma la battaglia non ha un vincitore. Nel frattempo, i Cavalieri dello zodiaco raggiungono il Grande Tempio, dove vengono accolti da una guida incappucciata. In Grecia, Pegasus, Cristal e Andromeda ritrovano Sirio, che nonostante la cecità ha deciso di scendere in campo per sconfiggere Arles. La guida spiega che per poter raggiungere le stanze del Grande Sacerdote i Cavalieri dello zodiaco dovranno superare dodici case dello zodiaco, ognuna presidiata da un Cavaliere d'oro. Ma mentre Pegasus e compagni si apprestano a raggiungere la prima casa, all'improvviso la guida si rivela essere un Cavaliere al servizio di Arles: è Betelgeuse della Freccia, che attacca i Cavalieri di Atena venendo però sconfitto. Tuttavia, i Cavalieri dello zodiaco si accorgono con orrore che una freccia d'oro scagliata dallo stesso Betelgeuse ha colpito Lady Isabel in pieno petto. |                   |                  |
| 42                                  | Il settimo senso 「究極のコスモ! セブンセンシズ」 - Kyukyoku no Cosmo! Seven Senses - Cosmo Supremo! Il Settimo Senso | 15 agosto 1987    | 22 maggio 1990   |
| 42                                  | Per salvare Lady Isabel, i Cavalieri devono attraversare tutte le dodici case e raggiungere le stanze di Arles entro altrettante ore. Il tempo viene scandito dalla meridiana dello zodiaco che rappresenta dodici fuochi, ognuno dei quali corrisponde ad un'ora. Lasciata Lady Isabel ai piedi del Grande Tempio, Pegasus, Sirio, Cristal e Andromeda si avviano verso la prima casa, dove trovano il Grande Mur. Questi è dalla parte di Atena e nemico di Arles, perciò si offre di riparare loro le armature, danneggiate a causa dei numerosi combattimenti. Prima che i quattro amici riprendano il cammino verso le stanze di Arles, Mur svela loro il grande segreto dei Cavalieri d'oro: questi sono guerrieri molto forti in quanto hanno saputo sviluppare dentro di sé una condizione speciale, il "settimo senso", di cui sono diventati padroni. Per poter affrontare questi guerrieri, i Cavalieri dello zodiaco dovranno quindi trovare dentro di loro il settimo senso, qualcosa di superiore ai normali cinque sensi umani. Inoltre il Grande Mur promette di prendersi cura di lady Isabel e di difenderla da eventuali attacchi. Così, mentre la prima delle dodici ore a disposizione dei Cavalieri è trascorsa, Pegasus e compagni escono dalla prima casa e corrono alla seconda, dove si imbattono in un nuovo e misterioso Cavaliere d'oro. |                   |                  |
| 43                                  | La seconda casa dello zodiaco 「ビッグバン! 金牛宮の戦闘」 - Big Bang! Kingyu kyu no battle - Big Bang! Battaglia Nella Casa Del Toro Dorato | 22 agosto 1987    | 23 maggio 1990   |
| 43                                  | Custode della seconda casa dello zodiaco è Toro, un guerriero molto forte fisicamente che si rivela da subito un ostico avversario. Sconfitti senza problemi Sirio, Cristal e Andromeda, per Pegasus sembra solo una questione di tempo: il colpi che il Cavaliere del Toro lancia raggiungono la velocità della luce ed appaiono imparabili. Ma proprio nel momento di maggior smarrimento, sostenuto da Atena il Cavaliere dello zodiaco reagisce e, ricordando alcuni insegnamenti di Castalia, acquisisce il settimo senso. Il Cavaliere del Toro, affrontando adesso un avversario suo pari, addirittura si trova in difficoltà: mentre anche la seconda ora sta trascorrendo inesorabilmente, Pegasus sembra deciso a concludere la battaglia. |                   |                  |
| 44                                  | Gemini 「双児宮! 光と闇の迷宮」 - Futago kyu! Hikari to yami no meikyu - La Casa Di Gemini! Un Labirinto Di Luce e Ombra | 29 agosto 1987    | 24 maggio 1990   |
| 44                                  | Forte di un'inedita potenza derivante dal settimo senso, Pegasus sconfigge Toro, il quale lascia oltrepassare la seconda casa al giovane eroe. Ma Cristal, Sirio e Andromeda non possono recarsi con lui alla casa successiva senza prima aver affrontato il Cavaliere del Toro: lo scontro infuria, e alla fine viene vinto dai Cavalieri dello zodiaco, ai quali Toro concede di superare la seconda casa, riconoscendoli come guerrieri devoti ad Atena ed iniziando anche lui a dubitare di Arles. I Cavalieri dello zodiaco si ritrovano alla terza casa dei Gemelli, che si rivela però un labirinto insuperabile per i quattro eroi ed addirittura finisce per sdoppiarsi: in una entrano Pegasus e Dragone, mentre nell'altra procedono Cristal e Andromeda. Questi ultimi incontrano, dopo lunghe ricerche, il misterioso Cavaliere d'oro custode della terza casa: Gemini. |                   |                  |
| 45                                  | L'altra dimensione 「恐怖! 異次元への漂流」 - Kyofu! Ijigen e no Hyoryu - Terrore! Alla Deriva In Un'Altra Dimensione | 5 settembre 1987  | 25 maggio 1990   |
| 45                                  | Cristal e Andromeda scoprono che la figura che sta sbarrando loro la strada è in realtà un fantasma e che l'intera casa dei Gemelli è soltanto un'illusione. Quando il Cavaliere del Cigno attacca Gemini con l'Aurora del Nord, il colpo viene rispedito indietro e Cristal perde i sensi. Nel frattempo, anche Pegasus e Sirio incontrano il Cavaliere dei Gemelli nella casa dove sono entrati: anche stavolta si tratta di un'illusione creata da qualcuno molto distante. Grazie anche alla sua temporanea condizione di cecità, Dragone riesce ad aggirare l'inganno ed a capire con gli occhi del cuore come l'uscita si trovi proprio davanti a loro. Lasciata la casa dei Gemelli insieme a Pegasus, i due Cavalieri confidano negli amici ancora all'interno e corrono alla successiva. Intanto Gemini attacca Andromeda e Cristal lanciandoli nella Dimensione Oscura, dove l'oscurità domina e le stelle non brillano: Andromeda riesce a salvarsi grazie alla sua catena, ma Cristal ne viene risucchiato. Gemini non vuole però risparmiare il Cavaliere di Atena e tenta nuovamente il suo colpo: stavolta la Catena di Andromeda non sembra riuscire a resistere. |                   |                  |
| 46                                  | La migliore difesa è l'attacco 「吠えろ! 攻防一体の星雲鎖」 - Hoero! Kobo ittai no Nebula Chain - Ruggisci! La Nebula Chain All'Attacco | 12 settembre 1987 | 28 maggio 1990   |
| 46                                  | Andromeda è sul punto di cadere nella Dimensione Oscura, ma suo fratello Phoenix, che si trova all'Isola del Riposo per rinforzare l'armatura nella bocca di un vulcano, lo salva interrompendo l'azione dell'autore delle illusioni. Per un momento Andromeda ha l'occasione di scappare e gli appare davanti l'uscita della casa, ma il Cavaliere esita, temendo per il destino di Cristal. All'improvviso Gemini riappare, deciso a continuare la battaglia e cercando nuovamente d'imprigionare il nemico nella Dimensione Oscura: tuttavia Andromeda, ampliando il proprio cosmo, riesce per un attimo ad intravedere il settimo senso. Il Cavaliere di Atena utilizza la propria arma per trovare il nemico, colpirlo ed interrompere così il suo contatto con la terza casa, facendo cadere tutte le illusioni. Il fantasma di Gemini scompare e di lui restano soltanto l'armatura vuota ed una collana greca simbolo di potere, rimasta impigliata nella catena dell'eroe. Andromeda intuisce che l'oggetto appartiene al fautore degli inganni e mentre supera finalmente la casa dei Gemelli, Cristal ritorna dalla Dimensione Oscura ritrovandosi al cospetto di un altro Cavaliere d'oro. |                   |                  |
| 47                                  | Addio a un amico 「さらば氷河! 勇者よ眠れ」 - Saraba Hyōga! Yusha yo nemure - Addio, Hyoga! Riposa, Grande Eroe | 19 settembre 1987 | 29 maggio 1990   |
| 47                                  | Cristal si è risvegliato nella settima casa dello zodiaco, la casa della Bilancia normalmente presidiata dal Maestro dei Cinque Picchi. Ma Libra è rimasto in Cina e l'ha momentaneamente lasciata incustodita. Qui Cristal si ritrova di fronte ad un nuovo Cavaliere d'oro: è Acquarius, Cavaliere della costellazione dell'Acquario proveniente dall'undicesima casa. Egli si rivela essere l'istruttore del Maestro dei Ghiacci, colui che a sua volta è stato precettore del Cavaliere del Cigno. Acquarius cerca di spingere Cristal ad acquisire il settimo senso e per farlo combatte contro di lui, ma si accorge che il Cavaliere dello zodiaco è vincolato ai ricordi del passato, quali la morte della madre e la disfatta del proprio maestro. Questi vecchi legàmi impediscono al giovane Cavaliere di combattere al meglio e raggiungere il settimo senso. Per troncare i ricordi e scuotere il discepolo, Acquarius fa addirittura sprofondare ancor di più nel gelido mare siberiano la nave dove riposava la madre del ragazzo. I colpi sferrati dal Cavaliere del Cigno non sono tuttavia abbastanza potenti per poter abbattere un Cavaliere d'oro. Accortosi della debolezza di Cristal, Acquarius lo colpisce fatalmente con il Sacro Acquarius, per poi rinchiuderlo in una bara di ghiaccio dove il corpo del ragazzo avrebbe riposato lontano da ogni pericolo. |                   |                  |
| 48                                  | Una guarigione sofferta 「ドラゴン! 甦れ死の国から」 - Dragon! Yomigaere shi no kuni kara - Dragone! Risorgi Dal Mondo Dei Morti | 26 settembre 1987 | 30 maggio 1990   |
| 48                                  | Mentre anche la terza ora è terminata, Pegasus e Dragone raggiungono la quarta casa dello zodiaco. Al suo interno un'inquietante atmosfera avvolge i due Cavalieri: il pavimento e le pareti si presentano tappezzati di teste umane, che si rivelano essere le teste delle vittime di Cancer, il custode della casa. Sirio suggerisce a Pegasus di andare avanti, per continuare la sua corsa verso le stanze di Arles, mentre il Cavaliere del Dragone affronta in campo aperto il Cavaliere d'oro di Cancer, già incontrato e conosciuto in precedenza ai Cinque Picchi. In un primo momento Sirio sembra avere la peggio e la sua anima viene scaraventata nell'Ade dagli Strati di Spirito di Cancer. Tuttavia, nella "Valle della Morte" la dea Atena appare al suo paladino e lo riporta alla quarta casa. Qui, deciso a continuare la battaglia, il Cavaliere del Dragone viene però nuovamente colpito dagli Strati di Spirito e rispedito nell'Ade da Cancer. |                   |                  |
| 49                                  | L'ira del Dragone 「愛! 春麗の祈り」 - Ai! Shunrei no inori - Amore! La Preghiera Di Shun Rei | 10 ottobre 1987   | 31 maggio 1990   |
| 49                                  | L'azione di Cancer viene disturbata da una preghiera di donna: ai Cinque Picchi Fiore di Luna sta pregando per il destino dell'uomo che ama. Il Cavaliere d'oro decide perciò di recarsi di persona nell'Ade per finire il Cavaliere del Dragone. Lo spettacolo che offre la "Valle della Morte" è raccapricciante: una lunga fila di anime dannate, tra le quali anche quella di Cristal il Cigno, procede verso la bocca di un vulcano. È l'ingresso effettivo per l'Oltretomba, da dove non si può tornare indietro. Condotto Dragone sino all'orlo del baratro, Cancer è sul punto di gettarlo nel luogo del non-ritorno, ma l'accorata preghiera di Fiore di Luna ostacola di nuovo gli intenti del Cavaliere d'oro. Questi, irritato per l'intervento della ragazza, utilizza i suoi poteri mentali per gettarla nella grande cascata dei Cinque Picchi. Sirio reagisce all'evento ed attacca Cancer in maniera spietata: la sua ira è travolgente e non lascia scampo all'avversario. |                   |                  |
| 50                                  | Una duplice vittoria 「昇れ龍! 紫龍怒りのコスモ」 - Nobore ryu! Shiryū okori no Cosmo - Sorgi, Drago! Il Furente Cosmo Di Shiryu | 17 ottobre 1987   | 1º giugno 1990   |
| 50                                  | Cancer riesce a ribaltare la situazione grazie ai suoi grandi poteri ed alla sua potente armatura, che lo protegge dai colpi di Sirio. Ma proprio sul punto di vincere la battaglia, il Cavaliere d'oro assiste ad un fatto incredibile: la corazza lo ha riconosciuto come nemico di Atena e per questo si separa dal corpo del suo possessore. Per questioni di onore, anche Sirio allora decide di privarsi della propria armatura di Cavaliere per fronteggiare il nemico ad armi pari. Il Cavaliere del Dragone trova dentro di sé la forza del settimo senso e sconfigge una volta per tutte Cancer, che cade nella bocca dell'Ade. Risvegliatosi nella quarta casa in presenza di Andromeda, Sirio viene a sapere dal Maestro dei Cinque Picchi che Fiore di Luna non è morta, ma è stata salvata da Libra. Mentre Dragone gioisce per la notizia, si accorge inoltre di riuscire a vedere: l'acqua della vita assunta tempo prima ha finalmente sortìto il proprio effetto, tardivo ma efficace. Ciò è stato possibile avendo egli dovuto espandere molto il proprio cosmo per poter sconfiggere Cancer: insieme al settimo senso Dragone ha dunque riacquisito anche la vista. Felici per il momento favorevole, Sirio e Andromeda si dirigono alla quinta casa, dove Pegasus li sta aspettando. |                   |                  |
| 51                                  | Sorpresa alla quinta casa 「なぜだ! 牙をむいた黄金の獅子」 - Naze da! kiba o muita ogon no shishi - Ma Perché! Il Leone D'Oro Ha Mostrato Le Zanne | 24 ottobre 1987   | 4 giugno 1990    |
| 51                                  | Giunto alla quinta casa, Pegasus incontra Ioria, Cavaliere d'oro che ha giurato fedeltà ad Atena e si è schierato contro Arles. Tuttavia il Cavaliere del Leone attacca inspiegabilmente il giovane eroe, spiegando che nessuno può oltrepassare la quinta casa senza il suo consenso e facendo presagire di essere tornato dalla parte del Grande Sacerdote. Quello tra Pegasus e Ioria è uno scontro impari: il Cavaliere di Atena non riesce a difendersi dai potenti colpi lanciati dall'avversario alla velocità della luce. Nel frattempo Castalia cerca di accedere di nascosto al Grande Tempio per aiutare i Cavalieri dello zodiaco nella lotta contro Arles, ma la sua corsa viene interrotta da Danes, un gigantesco guerriero che doveva diventare Cavaliere, ma al quale era stata negata l'investitura a causa della sua indole feroce e violenta. Il gigante aggiorna Castalia sugli eventi alle dodici case, ma la sacerdotessa guerriero non riesce a credere che Pegasus e Ioria si stiano scontrando. Per eliminare l'ostacolo, la donna è costretta a gettarsi insieme a Danes in un dirupo: percepito il cosmo dell'istruttrice in difficoltà, Pegasus prende coraggio e reagisce. Per un momento il giovane eroe riesce a distinguere i colpi sferrati alla velocità della luce da Ioria e giunge a colpire il Cavaliere d'oro. |                   |                  |
| 52                                  | Il malvagio potere di Arles 「アーレス! 伝説の魔皇拳」 - Ares! dentsetsu no maohken - Arles! Il Leggendario Colpo Dell'Imperatore Demoniaco | 31 ottobre 1987   | 5 giugno 1990    |
| 52                                  | Ripresosi dal colpo subito, Ioria attacca Pegasus e gli spezza una gamba: in queste condizioni l'agilità del giovane eroe è molto penalizzata. Intanto Tisifone viene accudita da Cassios, a cui era stata affidata dallo stesso Ioria di ritorno da Nuova Luxor. Al risveglio della sacerdotessa, il discepolo le rivela che i Cavalieri dello zodiaco sono al Grande Tempio e stanno combattendo alle dodici case. Pegasus ha raggiunto la quinta casa e sta combattendo contro Ioria: la mente del Cavaliere d'oro è in realtà manipolata da Arles. Quando il Cavaliere del Leone si era recato da lui rivelandogli di aver scoperto il suo segreto, aveva incontrato Virgo, con il quale si era dovuto scontrare: il Grande Sacerdote aveva quindi approfittato di un momento a lui propizio per colpirlo con il Demone dell'Oscurità ed assoggettare la sua mente al proprio volere. La donna vorrebbe raggiungere Pegasus alla casa del Leone per aiutarlo nella dura battaglia, ma Cassios, preoccupato per la sua vita, la colpisce facendole perdere i sensi. |                   |                  |
| 53                                  | Nobile Cassios 「男だ! カシオス愛に死す」 - Otoko da! Cassios ai ni shisu - Sono Un Uomo! Cassios Muore Per Amore | 7 novembre 1987   | 6 novembre 1990  |
| 53                                  | La battaglia tra Pegasus e Ioria alla quinta casa dello zodiaco procede a senso unico: il Cavaliere d'oro è troppo superiore all'avversario e sta ormai per finirlo. All'improvviso però ecco giungere Cassios, arrivato alla casa del Leone per fronteggiare Ioria, conscio del fatto che il Cavaliere d'oro si sarebbe destato solo alla vista di un nemico morto. L'allievo di Tisifone ha la peggio nello scontro con Ioria e viene ucciso: spirando tra le braccia di Pegasus, il gigante rivela di aver voluto evitare la morte del ragazzo per risparmiare grandi sofferenze a Tisifone, la donna che segretamente amava. La missione di Cassios è compiuta: Ioria è finalmente tornato in sé e l'influsso mentale di Arles nella mente del Cavaliere d'oro è spezzato. Intanto la meridiana dello zodiaco segna la fine della quinta ora; ai Cavalieri restano solo sette ore di tempo per salvare Lady Isabel. |                   |                  |
| 54                                  | I discepoli di Virgo 「一輝! 翼をもがれた不死鳥」 - Ikki! Tsubasa o mogareta fushicho - Ikki! La Fenice Con Le Ali Strappate | 14 novembre 1987  | 8 novembre 1990  |
| 54                                  | Alla quinta casa Sirio ed Andromeda hanno raggiunto Pegasus e possono proseguire la loro corsa verso le stanze di Arles. Prima che i tre Cavalieri partano alla volta della successiva, Ioria guarisce la gamba rotta di Pegasus e lo mette in guardia sul prossimo Cavaliere d'oro che incontrerà: si tratta di Virgo, il Cavaliere più potente tra tutti quelli del suo rango. Pegasus e compagni dovranno evitare che Virgo apra gli occhi, poiché in essi risiede un arcano e misterioso potere. Intanto, all'Isola del Riposo, Phoenix ha completato il suo periodo di recupero e rafforzato la propria armatura all'interno della bocca di un vulcano. Il Cavaliere di Atena è pronto per raggiungere i compagni al Grande Tempio, ma due nuovi nemici Pavone e Loto, discepoli del Cavaliere d'oro di Virgo, lo rintracciano e lo attaccano. I due Cavalieri sono stati mandati da Arles con il compito di uccidere Phoenix ed il Cavaliere della Fenice in un primo momento attraversa un momento di difficoltà: i suoi due avversari sembrano protetti da una forza misteriosa e Phoenix non riesce né ad offendere, in quanto i suoi attacchi vengono bloccati con sorprendente facilità, né a difendersi, poiché il suo corpo viene inspiegabilmente immobilizzato. |                   |                  |
| 55                                  | Dalla parte di Atena 「友情のきずな! アテナの叫び」 - Yujo no kizuna! Atena no sakebi - Legame d'Amicizia! Il Grido Di Atena | 21 novembre 1987  | 10 novembre 1990 |
| 55                                  | Il cosmo di Atena non riesce a raggiungere l'Isola del Riposo, dove Phoenix sta combattendo senza aiuti e si trova allo stremo delle forze. Loto e Pavone agiscono protetti dall'influsso del cosmo del loro maestro e per questo si dichiarano essi stessi fedeli Cavalieri di Atena. Tuttavia, nel momento più critico, la dea riesce ad interrompere la meditazione di Virgo e Phoenix si ritrova quindi libero dal suo influsso. Non essendo più immobilizzato, il Cavaliere della Fenice ribalta la situazione e nonostante l'inferiorità numerica, sconfigge i due avversari con le Ali della Fenice. Phoenix si appresta così a raggiungere il Grande Tempio di Atene, mentre intanto Pegasus, Dragone e Andromeda fanno il loro ingresso nella sesta casa. |                   |                  |
| 56                                  | Una lotta impari 「シャカ! もっとも神に近い男」 - Shaka! Mottomo kamu ni chikai otoko - Shaka! L'uomo Più Vicino Agli Dei | 28 novembre 1987  | 13 novembre 1990 |
| 56                                  | I Cavalieri dello zodiaco entrano nella casa della Vergine, incontrano Virgo ed ingaggiano una battaglia contro colui che Ioria ha definito "l'uomo più vicino ad Atena". Tuttavia nessuno di loro riesce minimamente a colpire il Cavaliere d'oro, la cui superiorità è evidente: vengono tutti annientati dall'Abbandono dell'Oriente. Ma ecco Phoenix giungere alla sesta casa in aiuto agli amici in difficoltà, abbattuti al suolo e privi di sensi. Purtroppo Virgo è troppo potente anche per Phoenix, con il quale si mostra spietato in seguito alla sconfitta di Loto e Pavone. Dopo aver rivelato di aver prestato aiuto ai suoi discepoli nell'Isola del Riposo, Virgo si dichiara "messaggero tra la Terra e il Cielo", ossia il guardiano dell'Ade: per questo il suo cosmo è così potente, quasi quanto quello della dea Atena. Hanno infatti compiti molto simili, dovendo ella sovrintendere alle anime beate ed egli a quelle dannate. Utilizzando la tecnica della Volta di Minosse, Virgo spedisce l'anima di Phoenix nell'Ade, permettendogli di scegliere uno tra i sei Mondi Infernali: il Mondo dei traditori, il Mondo degli ingordi, il Mondo degli ipocriti, il Mondo dei violenti, il Mondo umano e il Mondo della dimenticanza. Phoenix non ha scampo; la corsa dei Cavalieri dello zodiaco pare essere giunta al capolinea. |                   |                  |
| 57                                  | Ritorno dall'Ade 「無の恐怖! 目を開けたシャカ」 - Mu no kyofu! Me o aketa Shaka - Il Terrore Del Nulla! Shaka Ha Aperto Gli Occhi | 5 dicembre 1987   | 15 novembre 1990 |
| 57                                  | Al Grande Tempio si scatena un grande temporale, quasi a indicare la sconfitta dei Cavalieri di Atena. Ma nella sesta casa Phoenix scampa miracolosamente alla Volta di Minosse e riprende la lotta con Virgo. Tuttavia il guardiano dell'Ade non mostra segni di cedimento e distrugge l'armatura di Phoenix senza il minimo sforzo. Il Cavaliere della Fenice, dopo aver vanamente cercato di scappare dalla sesta casa in un momento di disperazione, prende coraggio ed attacca il nemico con le Ali della Fenice, ma purtroppo la difesa di Virgo appare impenetrabile. A questo punto il Cavaliere d'oro decide di utilizzare il Sacro Virgo, la sua tecnica più potente, così facendo apre i suoi occhi. Con il Sacro Virgo, Phoenix viene privato uno ad uno di tutti i cinque sensi, senza possibilità di reagire. |                   |                  |
| 58                                  | Addio, fratello 「壮烈! 友情に散った一輝」 - Soretsu! Yujo ni chitta Ikki - Eroico! Ikki Caduto Per Amicizia | 12 dicembre 1987  | 17 novembre 1990 |
| 58                                  | Mentre termina anche la sesta delle dodici ore a disposizione, alla casa della Vergine lo scontro tra Virgo e Phoenix pare essere indirizzato alla conclusione, con la vittoria del Cavaliere d'oro. Tuttavia, quando quest'ultimo cerca di dare il colpo di grazia al nemico scaraventandolo nel Mondo Infernale della dimenticanza, il Cavaliere della Fenice si riprende, guidato dal sesto senso che proviene dal suo cuore. Le onde di luce che si originano dal suo corpo risvegliano gli altri Cavalieri dello zodiaco e fanno tremare la casa della Vergine, ma a questo punto Virgo decide di privare l'avversario anche del sesto senso. Nonostante sia ormai praticamente ridotto a larva, Phoenix continua incredibilmente a mostrare segni di vita: stavolta è il settimo senso a dargli la forza per combattere. Il giovane eroe rivela di aver volutamente lasciato che il Sacro Virgo lo privasse dei sei sensi per acquisire il settimo e lottare così alla pari con l'avversario. Spinto dall'amicizia verso gli altri Cavalieri, Phoenix è adesso pronto ad un gesto estremo: il Cavaliere della Fenice afferra da dietro Virgo e si innalza verso il cielo coperto da un forte bagliore, congiungendo il suo cosmo a quello del nemico e sacrificandosi per sconfiggerlo definitivamente. Sul luogo della battaglia resta soltanto la vuota armatura d'oro della Vergine: il sacrificio di Phoenix ha liberato la strada ai Cavalieri di Atena. Andromeda piange la scomparsa del fratello, ma si convince comunque a seguire Pegasus e Sirio alla settima casa. |                   |                  |
| 59                                  | Speranza nella settima casa 「甦れ白鳥! 生と死と愛と」 - Yomigaere hakucho! Iki to shi to ai to - Risorgi, Cigno! Vita, Morte e Amore | 19 dicembre 1987  | 20 novembre 1990 |
| 59                                  | Mentre il temporale si è fermato, Ioria incontra Tisifone e gli consegna il corpo di Cassios. Venuta a sapere del combattimento alla quinta casa e profondamente colpita dalla morte del suo allievo, la sacerdotessa grida vendetta e vuole raggiungere Arles per affrontarlo. Ioria però la colpisce tramortendola, per evitare che perda la vita nell'azione. Nel frattempo i Cavalieri dello zodiaco raggiungono la settima casa, presidiata dal Maestro dei Cinque Picchi. I Cavalieri di Atena non incontrano avversari all'interno, ma ritrovano con grande sorpresa Cristal, di cui si erano perse le tracce nella terza casa. Il Cavaliere del Cigno è però imprigionato nella bara di ghiaccio eterno eretta da Acquarius, che nemmeno il Fulmine di Pegasus riesce ad abbattere. Per fortuna, in aiuto dei Cavalieri dello zodiaco appare l'armatura d'oro della Bilancia, appartenente al maestro di Sirio custode della casa. Libra sta concedendo all'allievo di utilizzare una delle sei potenti armi d'oro contenute nell'armatura: tra barre gemellari, tridente, lancia bracciale, barra tri-punte, scudo rotante e spada, Dragone sceglie quest'ultima e riesce ad abbattere il feretro di ghiaccio. Tuttavia Cristal non si risveglia e il suo volto appare molto pallido; convinto di sapere cosa fare per salvare l'amico, Andromeda rassicura Pegasus e Dragone e chiede loro di correre all'ottava casa. Proprio in quel momento la meridiana dello zodiaco annuncia la fine della settima ora. |                   |                  |
| 60                                  | La cuspide scarlatta 「氷河復活! この命かけて」 - Hyōga fukkatsu! Kono inochi kakete - La Rinascita Di Hyoga! A Rischio Della Vita | 26 dicembre 1987  | 22 novembre 1990 |
| 60                                  | Rimasto solo con Cristal, Andromeda brucia il cosmo stringendosi al corpo dell'amico, riscaldandolo ed al contempo mettendo a repentaglio la propria vita. Il pericoloso gesto viene intuito anche da Pegasus e Dragone, che intanto sono entrati nell'ottava casa dello zodiaco. Preoccupati per la sorte dell'amico, i due vorrebbero tornare indietro: vengono però bloccati da Scorpio, Cavaliere d'oro dello Scorpione e guardiano della casa, che mostra subito le sue ostili intenzioni. Costretti a combattere, Pegasus e Sirio tentano entrambi di attaccare il nemico, ma non riescono a contrastare il Sacro Scorpio, con il quale il Cavaliere d'oro riesce a respingere i colpi dei Cavalieri di Atena. Scorpio è inoltre pronto ad utilizzare la Cuspide Scarlatta, la quale colpisce gli avversari con delle fatali punture di scorpione. Nel momento più critico per Pegasus e Dragone ecco però arrivare Crystal, risvegliatosi e con in braccio Andromeda, svenuto dopo aver tentato il sacrificio per salvare il Cavaliere del Cigno. |                   |                  |
| 61                                  | Un aiuto inaspettato 「降伏か死か! この翼ある限り」 - Kofuku ka shi ka! Kono tsubasa aru kagiri - Capitolazione o Morte! Finché Avrò Queste Ali | 9 gennaio 1988    | 24 novembre 1990 |
| 61                                  | Cristal blocca momentaneamente Scorpio con gli Anelli del Cigno, per permettere a Pegasus e Sirio di continuare la loro corsa verso le stanze di Arles ed affidare loro Andromeda: il Cavaliere del Cigno vuole infatti affrontare da solo il custode della casa dello Scorpione. Intanto alla prima casa Mur e Kiki vengono raggiunti da Mylock, il maggiordomo di Lady Isabel, insieme agli altri cinque Cavalieri dello zodiaco: Asher, Gerki, Aspides, Ban e Black, che affrontano e mettono in fuga con facilità un gruppo di soldati del Grande Tempio venuti per uccidere Atena. Da questo momento saranno loro a difendere il corpo morente di Lady Isabel. Nel frattempo Scorpio si trova in netto vantaggio nella battaglia contro Crystal, colpito da 14 delle 15 punture della Cuspide Scarlatta, una per ogni astro che costituisce la costellazione dello Scorpione. L'ultima puntura, corrispondente alla stella-fulcro Antares, sta per suggellare la vittoria del Cavaliere d'oro: proprio in quel momento però Crystal sembra aver trovato un modo per colpire l'avversario con l'Aurora del Nord. |                   |                  |
| 62                                  | Quale destino per Crystal? 「進め氷河! 誇り高き勇者」 - Susume Hyōga! Hokori takaki yusha - Avanti, Hyoga! Eroe Orgoglioso | 16 gennaio 1988   | 27 novembre 1990 |
| 62                                  | Purtroppo per Crystal, l'Aurora del Nord si rivela inefficace. La lotta continua, ma il Cavaliere del Cigno si ritrova coperto di sangue e quasi paralizzato per l'effetto delle punture subite. Prima del termine della lotta, il Cavaliere dello Scorpione vuole rivelare all'avversario il segreto della sua battaglia alla settima casa contro Acquarius: il Cavaliere d'oro dell'undicesima casa voleva in realtà aiutare Cristal, ma quest'ultimo non era riuscito ad acquisire il settimo senso a causa dell'attaccamento ai propri ricordi più intimi. Scorpio offre così a Crystal la possibilità di avere salva la vita e fuggire dal Grande Tempio, ma il Cavaliere del Cigno si rifiuta di abbandonare la missione dei Cavalieri di Atena in Grecia. I due ingaggiano di nuovo battaglia: Scorpio mette a segno l'ultima fatale puntura della Cuspide Scarlatta, ma Cristal riesce ad acquisire per un attimo il settimo senso ed a colpire con le sue tecniche congelanti il Cavaliere d'oro, che si salva solo grazie alla sua armatura. Stupito dalla tenacia del giovane eroe e compreso che è la forza dell'amicizia a muovere le sue azioni, Scorpio salva Crystal bloccando l'effetto del suo colpo mortale. Mentre termina anche la settima ora, Crystal esce dalla casa dello Scorpione e si incammina in direzione delle stanze di Arles. |                   |                  |
| 63                                  | Eufonia 「響け! 聖域のゴールドクロス」 - Hibike! Sanctuary no gold Cloth - Risuonate! Le Vesti D'Oro Del Santuario | 23 gennaio 1988   | 29 novembre 1990 |
| 63                                  | Mentre Pegasus, Sirio e l'ancora svenuto Andromeda avanzano verso la nona casa, ai piedi del Grande Tempio, dove sono riuniti Mylock e gli altri Cavalieri dello zodiaco, viene posto in mano a Lady Isabel lo scettro della famiglia Thule, che si rivela essere il simbolo di Nike appartenente ad Atena, dea della giustizia. Lo scettro inizia improvvisamente ad emanare una luce, che richiama sul luogo la Sacra armatura d'oro del Sagittario. Dalle vestigia un tempo appartenute a Micene di Sagitter si origina uno strano suono percepito da tutti i Cavalieri d'oro delle dodici case: è l'eufonia di Sagitter, che avviene quando tutte le dodici armature d'oro si riuniscono in presenza di Atena. L'eufonia viene percepita anche da Arles, il quale addirittura inizia a sospettare che Micene non sia in realtà morto nella cosiddetta "notte degli inganni", quando cioè il Cavaliere del Sagittario fuggì con Lady Isabel in fasce. Durante la loro corsa Pegasus e Dragone notano la Sacra armatura d'oro entrare nella nona casa, rimasta incustodita dopo la scomparsa del proprio custode. Entrati a loro volta, i due Cavalieri restano meravigliati alla vista della corazza, ma all'improvviso e con grande sorpresa, l'arco dell'armatura scocca una Freccia d'Oro in direzione di Pegasus. |                   |                  |
| 64                                  | Il ritorno di Micene 「少年よ! 君たちにアテナを託す」 - Shonen yo! Kimi-tachi ni Atena o takasu - Ragazzi! A Voi Affido Atena | 30 gennaio 1988   | 1º dicembre 1990 |
| 64                                  | La freccia non colpisce Pegasus, ma si conficca nel muro poco vicino a lui ed apre una breccia nella parete. Intanto Andromeda riprende conoscenza e il gruppo viene raggiunto da Cristal. Non vedendo altre strade da percorrere, i quattro Cavalieri decidono di entrare nel varco aperto nel muro, che li conduce nei sotterranei della nona casa. Nel tragitto i Cavalieri di Atena incontrano vari ostacoli, ma nonostante le difficoltà riescono ad uscire ritrovandosi in un'altra stanza, dove rivedono l'armatura del Sagittario. Questa scocca un'altra freccia verso il muro e scopre un'iscrizione ad opera dello stesso Micene, risalente a poco prima della sua morte. Gli ostacoli incontrati si rivelano essere delle prove alle quali Micene ha voluto sottoporre i Cavalieri dello zodiaco. Il messaggio è rivolto ai quattro eroi, ai quali Micene affida il compito di proteggere Atena. Ribadendo la promessa fatta a Lady Isabel, cioè quella di salvare la dea, Pegasus e compagni escono dalla casa del Sagittario e riprendono la corsa con rinnovato vigore. |                   |                  |
| 65                                  | Excalibur 「うなる聖剣! シュラ対ドラゴン」 - Unaru seikan! Shura tai Dragon - Il Sibilo Della Sacra Spada! Shura Contro Dragone | 6 febbraio 1988   | 4 dicembre 1990  |
| 65                                  | Quando Pegasus, Sirio, Cristal e Andromeda raggiungono la tappa successiva, anche la nona ora è terminata. All'interno della decima casa del Capricorno, i ragazzi trovano una statua di Atena che consegna ad un giovane soldato la sua spada Excalibur, una potente arma da utilizzare per difendere la giustizia. Giunti all'uscita, i Cavalieri dello zodiaco vengono attaccati dal custode Capricorn, ovvero l'uomo che aveva ricevuto in dono la sacra spada. Con l'ausilio di tale arma il Cavaliere d'oro crea una grande voragine nel terreno: Pegasus, Andromeda e Cristal riescono a superarla e continuano la loro corsa verso le stanze di Arles, mentre Sirio rimane a combattere contro Capricorn. Prima dello scontro, il Cavaliere d'oro rivela di aver ucciso con la stessa Excalibur Micene di Sagitter il giorno in cui, dopo la falsa testimonianza di Arles, tradì il Grande Tempio fuggendo con la dea Atena in fasce. Dragone tenta vanamente di spiegare la vicenda all'avversario: la lotta ha inizio e Sirio si trova da subito in grande difficoltà, privato tra l'altro della propria armatura che viene distrutta da Excalibur. Nel momento più critico però, il Cavaliere di Atena trova dentro di sé la forza per reagire e riesce a bloccare la Sacra spada del nemico. |                   |                  |
| 66                                  | La pienezza del Dragone 「ああ紫龍! 星となって消ゆ」 - Aa Shiryū! Hoshi to natte kiyu - Ah, Shiryu! Scompari Diventando Una Stella | 13 febbraio 1988  | 6 dicembre 1990  |
| 66                                  | Sirio esegue il Colpo Segreto del Drago Nascente contro Capricorn, il quale però nota nell'esecuzione il punto debole dell'avversario, che lascia scoperto il torace. Nella successiva esecuzione il Cavaliere d'oro trafigge Dragone al petto con Excalibur: per poco la spada non raggiunge il cuore, ma il Cavaliere di Atena reagisce colpendola con una ginocchiata e spezzandola. Tuttavia Capricorn rivela di aver saputo riprodurre l'arma anche nell'altro braccio e di essere divenuto padrone di ben due spade. A questo punto Sirio decide di raggiungere la Pienezza del Dragone: si tratta della massima espansione del proprio cosmo, che permetterebbe al Cavaliere di ottenere un potere illimitato, ma allo stesso tempo ad egli fatale. Per questo motivo il Maestro dei Cinque Picchi aveva vietato all'allievo di raggiungere tale stato, ma esso rappresenta l'unica speranza per Sirio di sconfiggere Capricorn. Non appena il Cavaliere d'oro trafigge una seconda volta il torace di Dragone, questi spezza anche la seconda spada, afferra da dietro il nemico ed inizia a sollevarsi verso il cielo facendo addirittura crollare la decima casa in seguito alla devastante potenza. Mentre i due si innalzano sempre più velocemente lasciando una scia luminosa, Capricorn percepisce il cosmo di Atena reincarnatasi in Lady Isabel e finalmente comprende la verità sul conto di Micene. Gli altri Cavalieri dello zodiaco restano stupiti alla vista della linea di luce che scompare alta nel cielo, mentre anche ai Cinque Picchi Libra e Fiore di Luna piangono la triste sorte dell'eroe. In tutto ciò, il tempo continua inesorabilmente a trascorrere e si conclude anche la decima ora.                                                                                             |                   |                  |
| 67                                  | Battaglia senza vincitori 「さらば! わが師よわが友よ」 - Saraba! Waga shi yo waga tomo yo - Addio! Mio Maestro, Mio Amico | 20 febbraio 1988  | 8 dicembre 1990  |
| 67                                  | Scossi dal sacrificio di Dragone, Pegasus, Cristal e Andromeda riprendono il cammino verso l'undicesima casa presidiata da Acquarius, dove Cristal chiede di affrontare da solo il proprio maestro. Mentre Pegasus ed Andromeda procedono, infuria la lotta tra insegnante ed allievo: Cristal vuole dimostrare di essersi rafforzato nonostante i ricordi e i sentimenti, ma in un primo momento è chiara l'inferiorità rispetto ad Acquarius, che vuole dimostrare di essere più forte con la propria esperienza. Il Cavaliere del Cigno si ritrova rinchiuso nuovamente in una teca di ghiaccio, ma stavolta riesce ad uscirne incoraggiato dal cosmo di Atena, dall'amicizia verso gli altri Cavalieri dello zodiaco e dai suoi ricordi più intimi. La battaglia riprende: ne uscirà vincitore chi saprà avvicinarsi maggiormente allo zero assoluto, la temperatura più bassa che si possa raggiungere sulla Terra. Alla fine i due contendenti si colpiscono a vicenda con il Sacro Acquarius: al termine dello scontro il Cavaliere d'oro riflette sulla sua vita ormai priva di alcun significato, riconoscendo amaramente d'esser stato superato dall'allievo e lasciando a lui il dominio sulle energie fredde. Dal canto suo Cristal si rivela affranto per l'accaduto, asserendo che mai avrebbe voluto essere superiore al maestro. Entrambi si accasciano a terra privi di vita e con il corpo congelato. |                   |                  |
| 68                                  | La dodicesima casa 「美の戦士! アフロディーテ」 - Bi no senshi! Aphrodite - Il Guerriero Della Bellezza! Afrodite | 27 febbraio 1988  | 11 dicembre 1990 |
| 68                                  | Ora che quasi tutti i Cavalieri d'oro hanno ceduto il passo, le residue speranze di Arles sono riposte in Fish, Cavaliere della costellazione dei Pesci e custode della dodicesima casa dello zodiaco. Giunto sulla soglia ed unico a non aver ancora acquisito il settimo senso (a parte un lieve barlume contro il fantasma di Gemini), Andromeda chiede a Pegasus di poter affrontare da solo Fish, suggerendo all'amico di correre alle stanze di Arles ma promettendogli che non si sarebbe sacrificato come gli altri compagni. I due si accorgono inoltre che anche l'undicesima ora è ormai trascorsa: al termine della successiva, la vita di Lady Isabel sarà perduta. Quando i due Cavalieri si trovano faccia a faccia con Fish, notano la sua inquietante bellezza e comprendono subito la sua pericolosità. Pegasus riesce a superare l'ostacolo, ma non appena esce della dodicesima casa s'imbatte in un altro intoppo ad opera dello stesso Cavaliere dei Pesci: la strada che conduce alle stanze del Grande Sacerdote è cosparsa di rose rosse. Egli decide comunque di percorrerla velocemente, tuttavia durante il tragitto rimane vittima di uno strano torpore e cade a terra privo di sensi. |                   |                  |
| 69                                  | Bellezza fatale 「デモンローズ! 甘き死の香り」 - Demon rose! Amaki shi no kaori - Demon Rose! Un Dolce Profumo Di Morte | 12 marzo 1988     | 13 dicembre 1990 |
| 69                                  | Venuto a sapere del destino che attende Pegasus, Andromeda decide di battersi con Fish e sconfiggerlo: solo così potrà poi correre in soccorso dell'amico in pericolo. Il Cavaliere d'oro utilizza come armi delle speciali rose dotate di arcani poteri: la Rosa di Sublime Bellezza, di colore rosso, priva della vita chi colpisce senza farlo soffrire. Vittima della rosa rossa è stato Albione: Fish rivela che non Scorpio, bensì lui in persona aveva ucciso il maestro di Andromeda, colpendolo di nascosto mentre era impegnato ad affrontare il Cavaliere dello Scorpione. Anche lo stesso Andromeda viene colpito dalla Rosa di Sublime Bellezza e si ritrova in fin di vita, ma reagisce pensando alle prove a cui il maestro lo ha sottoposto durante l'addestramento ed alla sua conquista dell'armatura di Andromeda, tra tanti sacrifici e spinto dal desiderio di rivedere il fratello. Ripresosi tra lo stupore di Fish, il Cavaliere di Atena riprende il combattimento, ma l'attacco della Catena di Andromeda viene fermato stavolta da una rosa nera. |                   |                  |
| 70                                  | La rosa nera 「安らかに! 瞬、最後の微笑」 - Yasuraka ni! Shun saigo no hohoemi - Serenamente! L'ultimo Sorriso Di Shun | 19 marzo 1988     | 15 dicembre 1990 |
| 70                                  | La Rosa di fatale Incanto di Fish, di colore nero, uccide tra atroci sofferenze chi ferisce con le sue spine. Con la rosa nera il Cavaliere d'oro attacca Andromeda, distruggendo la sua catena e facendo a pezzi la sua armatura. Rimasto senza difese, il Cavaliere di Atena subisce gli attacchi del nemico, ma anche questa volta riesce a reagire: volendo concludere lo scontro, egli decide di raggiungere l'ultimo stadio del cosmo di Andromeda. Acquisito il settimo senso, il Cavaliere attacca con la Nebulosa di Andromeda, che travolge Fish sotto forma di una tempesta dalla potenza inaudita. Il Cavaliere d'oro decide quindi di utilizzare la sua Rosa Bianca: questo fiore si conficca nel petto dell'avversario e ne succhia il sangue fino a divenire di colore rosso ed uccidere la vittima. La rosa viene lanciata e colpisce Andromeda, che però attacca nuovamente e fatalmente l'avversario. Poco dopo anche il Cavaliere di Atena cade al suolo, accusando l'effetto del colpo nemico. Mentre Arles esulta per l'apparente vittoria, Castalia e Tisifone si ritrovano a combattere contro Phaeton e i suoi soldati: informata sullo stato della missione dei Cavalieri dello zodiaco, Castalia corre ad aiutare Pegasus, in fin di vita sulle scale che conducono alle stanze del Grande Sacerdote. |                   |                  |
| 71                                  | Arrivo alle stanze di Arles 「消える火時計! 教皇の正体」 - Kieru Hidokei! Kyoko no shotai - La Meridiana Si Spegne! La Vera Identità Del Pontefice | 26 marzo 1988     | 18 dicembre 1990 |
| 71                                  | Giunta alla scalinata dove Pegasus giace privo di conoscenza, Castalia pone la sua maschera sul volto dell'allievo: ciò recherà sollievo al Cavaliere dello zodiaco e gli farà recuperare le forze. Ma quando è la sacerdotessa guerriero a cadere vittima della rosa rossa di Fish, il discepolo, colto da un impeto di rabbia, spiana la strada con il Fulmine di Pegasus e, affidata l'istruttrice alle cure di Tisifone, corre alle stanze di Arles. Entrato nella sala del trono del palazzo del Grande Sacerdote, l'uomo che si trova di fronte sembra però dalla parte di Atena e addirittura disposto ad aiutarlo. Arles spiega che c'è un solo modo per salvare Lady Isabel: oltre la sala del trono si trova una statua di Atena, raffigurata con in una mano l'emblema di Nike e nell'altra uno scudo. L'emblema di Nike è stato preso da Micene di Sagitter durante la "notte degli inganni" e ora risiede nello scettro di Lady Isabel. Pegasus deve prendere lo scudo e puntarlo su Lady Isabel: in questo modo la freccia di Betelgeuse scomparirà dal suo petto. Improvvisamente, Arles sembra cambiare identità e attacca ferocemente Pegasus, rivelandosi come il Cavaliere d'oro di Gemini e indossando la sua Sacra armatura. Ecco spiegato il segreto di Arles: il Grande Sacerdote ha in realtà due personalità, una buona e una malvagia. Nel frattempo, Castalia rivela a Tisifone di essere stata nell'"Altura delle Stelle", il luogo dove il Grande Sacerdote predice il futuro osservando gli astri. Qui la sacerdotessa ha trovato il corpo morto del vecchio Grande Sacerdote, che Arles ha assassinato e sostituito. |                   |                  |
| 72                                  | Scontro finale 「行け星矢! 友の死をこえて」 - Ike Seiya! Tomo no shi koeté - Vai, Seiya! Supera La Morte Degli Amici | 9 aprile 1988     | 20 dicembre 1990 |
| 72                                  | La parte malvagia di Gemini si scontra con Pegasus nella sala del trono e giunge a privare il Cavaliere di Atena dei cinque sensi. Nel frattempo, Virgo fa ritorno alla sesta casa e riporta in vita Phoenix: dopo lo scontro con il Cavaliere della Fenice, il guardiano dell'Ade ha capito che i Cavalieri dello zodiaco sono dalla parte della giustizia. Dopo aver rigenerato la sua armatura, Virgo indirizza Phoenix al palazzo di Arles. Quando il Cavaliere della Fenice vi giunge ingaggia una dura lotta contro Gemini, nel tentativo di far guadagnare tempo a Pegasus: questi si sta infatti trascinando verso la statua di Atena con le ultime forze rimaste. Ma purtroppo Arles è troppo forte anche per Phoenix, che viene sconfitto al termine di un intenso duello. Intanto Pegasus, sostenuto dalle voci dei suoi amici, trova la statua di Atena, ne afferra lo scudo e lo solleva: a questo punto lo scudo inizia ad emettere un raggio di luce che investe Lady Isabel alla prima casa. Nello stesso momento si spegne completamente la meridiana dello zodiaco: è terminata anche la dodicesima e ultima ora. Mentre Gemini è convinto di aver vinto, ai piedi del Grande Tempio la freccia di Betelgeuse nel petto di Lady Isabel sparisce e la ragazza riprende i sensi sotto lo sguardo stupito di tutti i presenti. |                   |                  |
| 73                                  | Chi ha vinto? 「集え友よ! アテナのもとに」 - Tsudeoe tomo yo! Atena no moto ni - Radunatevi, Amici! Ai Piedi Di Atena | 16 aprile 1988    | 22 dicembre 1990 |
| 73                                  | Il Maestro dei Cinque Picchi comunica dalla Cina con i Cavalieri d'oro del Grande Tempio, spiegando loro la verità sul conto di Gemini e Micene di Sagitter: durante la "notte degli inganni" l'allora primo ministro Arles tentò di uccidere Lady Isabel in fasce, ma Micene lo impedì e fuggì con la bambina. Inoltre fu lo stesso Arles ad uccidere il vecchio Grande Sacerdote, per poi prenderne il posto. Intanto, Lady Isabel e i Cavalieri dello zodiaco che la stavano proteggendo iniziano a salire le scale che attraversano le dodici case. I Cavalieri d'oro sopravvissuti seguono Atena e i Cavalieri dello zodiaco che nella loro missione hanno perso la vita vengono curati grazie ai poteri della dea. Giunti davanti alla statua di Atena, Pegasus, Sirio, Cristal, Andromeda e Phoenix si riuniscono e, anche se malconci e privi della protezione delle loro armature andate distrutte, combattono un'ultima volta contro Gemini. Unendo i loro cosmi in uno, Pegasus lancia un potente Fulmine di Pegasus contro Arles, che apparentemente non sembra aver subito danni. Lady Isabel cerca dunque di persuadere Gemini ad abbandonare i suoi piani malvagi, risvegliando così l'altra personalità del Cavaliere d'oro: Arles accusa prima l'effetto tardivo del colpo di Pegasus e poi l'effetto delle parole della ragazza. Compresa la gravità delle proprie azioni, Gemini si suicida tra le braccia di Atena. Finalmente lo scontro è concluso e i Cavalieri dello zodiaco hanno sconfitto definitivamente le forze oscure. |                   |                  |
| Saga di Asgard (26 episodi)         | |                   |                  |
| 74                                  | I Cavalieri di Asgard 「極北の敵! 伝説の神闘士」 - Kyokuhoku no teki! Dentsetsu no God Warriors - Nemici Nel Profondo Nord! I Leggendari Guerrieri Divini | 23 aprile 1988    | 8 gennaio 1991   |
| 74                                  | Ad Asgard, una città fredda e sperduta nel nord dell'Europa, Ilda di Polaris è sacerdotessa di Odino, il dio protettore del luogo. Ma mentre è intenta a pregare la divinità, una voce misteriosa la interrompe e le suggerisce di riprendere le armi per conquistare Atene, più calda e fertile, e donare alle sue genti una patria migliore. Sedotta dalla forza misteriosa, Ilda richiama a sé i sette Cavalieri di Asgard, inviando ad Atene uno di essi, Mizar. Questi giunge al Grande Tempio con il compito di uccidere Atena, ma incontra soltanto Toro, il Cavaliere d'oro della seconda casa, che viene sconfitto. Mizar si reca così a Nuova Luxor, dove stavolta incontra Lady Isabel e tenta di ucciderla, ma ecco che giungono in sua difesa Pegasus e Andromeda, dotati delle nuove armature forgiate da Mur dell'Ariete. Il Cavaliere di Asgard è costretto a battersi contro i Cavalieri di Atena, ma all'arrivo di Phoenix, Sirio e Cristal è costretto a ritirarsi, comunicando però che Ilda di Polaris dichiara guerra ad Atene. La lotta per la giustizia è già ricominciata: i Cavalieri dello zodiaco dovranno di nuovo mettersi in gioco per salvaguardare la pace sulla Terra. |                   |                  |
| 75                                  | L'anello del Nibelungo 「ヒルダ! 悪魔に魅入られた女神」 - Hilda! Akuma ni miirareta megami - Hilda! La Dea Posseduta Del Demonio | 30 aprile 1988    | 10 gennaio 1991  |
| 75                                  | Cristal si reca ad Asgard per scoprire cosa sta succedendo alla corte di Ilda di Polaris. Scoperto da un gruppo di soldati, il Cavaliere del Cigno fugge insieme a Flare, la sorella minore di Ilda, che ha già notato il cambiamento in negativo della regina di Asgard e vuole incontrare Atena per trovare un accordo. I due vengono raggiunti da Lady Isabel, Pegasus e Andromeda, che vengono informati del mutamento di personalità di Ilda e del pericolo che sta correndo la Terra in questa situazione: da quando la sacerdotessa di Odino ha smesso di pregare il dio, i ghiacci di Asgard hanno iniziato a sciogliersi e di questo passo la popolazione è destinata a soccombere. All'improvviso giungono Ilda di Polaris e i Cavalieri di Asgard, che si erano messi sulle tracce di Flare. Lady Isabel nota subito che la sacerdotessa di Odino porta al dito uno strano gioiello: è l'anello del Nibelungo, un anello maledetto in grado di dare il potere assoluto a chi ne è in possesso. L'anello del Nibelungo è la causa del cambiamento della regina di Asgard: per salvarla Pegasus e compagni devono sfilare l'anello dal suo dito. Purtroppo Atena non potrà affiancare i suoi Cavalieri nella missione, poiché dovrà impedire lo scioglimento dei ghiacci pregando Odino al posto di Ilda. I Cavalieri dello zodiaco hanno fino al termine della giornata per completare la missione, in quanto la notte di Asgard è molto fredda e pericolosa; i tre eroi non perdono tempo e corrono subito verso la corte di Ilda, dove la sacerdotessa di Odino attenderà gli avversari. |                   |                  |
| 76                                  | Prima battaglia 「巨人トール! 憎悪のコスモ」 - Kyojin Thor! Zoh no Cosmo - Il Gigante Thor! Un Cosmo D'Odio | 7 maggio 1988     | 12 gennaio 1991  |
| 76                                  | La corsa di Pegasus, Cristal e Andromeda viene interrotta da Thor, Cavaliere di Asgard dotato di una possente corporatura e di Mjollnir, due asce molto potenti. Con l'ausilio di Mjollnir Thor mette subito fuori gioco Cristal e Andromeda, ma Pegasus si presenta deciso a sconfiggere l'avversario per liberare il cammino verso il palazzo di Ilda. Tuttavia, in un primo momento il Cavaliere di Atena si trova in difficoltà e non riesce a ribattere il Braccio di Titano, l'attacco principale di Thor. Ma nel momento più difficile ecco giungere in aiuto di Pegasus Castalia, che comunica con l'allievo da molto lontano e gli suggerisce di ricordare sempre la sua lotta al Grande Tempio contro Arles e i Cavalieri d'oro. Come alle dodici case, il Cavaliere di Pegasus dovrà acquisire il settimo senso e distinguere i colpi lanciati alla velocità della luce. Lo scontro con Thor continua, ma nonostante tutto il Cavaliere di Asgard, desideroso di gloria in battaglia, sembra sul punto di prevalere sul nemico. |                   |                  |
| 77                                  | I sette zaffiri 「巨星の涙! ヒルダのために死す」 - Kyosei no namida! Hilda no tame ni shisu - Le Lacrime Di Un Grande Eroe! Muoio Per Hilda | 14 maggio 1988    | 15 gennaio 1991  |
| 77                                  | Durante il combattimento contro Thor, Pegasus viene raggiunto da Sirio, che si è recato ai Cinque Picchi per consultare il suo maestro. Libra ha rivelato che per salvare Ilda è necessario utilizzare la spada Balmung, ossia la spada del dio Odino che si trova sulla sua imponente statua presso il palazzo della regina di Asgard. Non sarà facile per i Cavalieri dello zodiaco ottenere Balmung: Pegasus e compagni dovranno prima sconfiggere tutti i Cavalieri di Asgard e prendere sette zaffiri incastonati nelle loro armature. La battaglia tra Pegasus e Thor riprende, ma il Cavaliere di Asgard non è un facile avversario per il paladino di Atena. Ma proprio nel momento più delicato dello scontro, Lady Isabel interviene in favore di Pegasus: il grande e sereno cosmo di Atena viene percepito anche da Thor, che lo paragona a quello della giusta Ilda che lo aveva accolto nel suo palazzo. Il Cavaliere di Asgard nota per la prima volta il cambiamento della sua regina e, rattristato, si lascia colpire e sconfiggere da Pegasus, che prende il suo zaffiro. |                   |                  |
| 78                                  | Verso Asgard 「牙むく! 北の狼フェンリル」 - Kiba muku! Kita no ohkami Fenrir - Mostra Le Zanne! Fenrir, il Lupo Del Nord | 21 maggio 1988    | 17 gennaio 1991  |
| 78                                  | Pegasus, Sirio, Cristal e Andromeda si separano per giungere più rapidamente al palazzo di Ilda. Nel suo percorso Dragone sente la voce di Capricorn, Cavaliere d'oro che Sirio ha affrontato e sconfitto al Grande Tempio. Il Cavaliere del Capricorno ricorda al giovane eroe la promessa fatta alla decima casa dello zodiaco, ossia proteggere Atena al posto del Cavaliere d'oro. Dopo aver ribadito la promessa, Dragone viene attaccato da un branco di lupi, che si scoprono essere guidati da Luxor, un altro Cavaliere di Asgard da sconfiggere per recuperare uno zaffiro. I due Cavalieri ingaggiano battaglia presso una cascata congelata, ma in un primo momento è Sirio a trovarsi in maggior difficoltà, non riuscendo a ribattere i Denti del Lupo e venendo ferito agli occhi. |                   |                  |
| 79                                  | Fede negli uomini 「哀れ! ノーザン群狼拳の宿命」 - Aware! Northern gunroken no shukumei - Compassione! Il Destino Del Colpo Del Branco Di Lupi Boreali | 28 maggio 1988    | 19 gennaio 1991  |
| 79                                  | Sempre più in difficoltà nel duro scontro con Luxor, Sirio tenta invano di spiegare all'avversario la realtà sul conto di Ilda di Polaris, schiava di una forza aliena. Il Cavaliere di Asgard non combatte per un ideale e non ha fede negli uomini, a causa del suo triste passato: da bambino Luxor viveva felice in una famiglia nobile, ma un giorno, durante una cavalcata nei boschi, i suoi genitori vennero attaccati e uccisi da un orso. Nessuno dei presenti cercò di salvare la sua famiglia e perciò da quel giorno il ragazzo iniziò a vivere nei boschi insieme ai lupi, senza avere più rapporti con gli umani. Lo scontro tra Dragone e Luxor continua, tramutandosi in una sfida tra chi crede fermamente negli uomini e chi invece non ha fiducia nel prossimo. |                   |                  |
| 80                                  | Duplice battaglia 「氷原に消ゆ! 悲しき遠吠え」 - Hyogen Ni kiyu! Kanashiki to boe - Scompari Nella Pianura Ghiacciata! Il Triste e Lontano Ululato | 4 giugno 1988     | 22 gennaio 1991  |
| 80                                  | Sirio tenta vanamente di aprire gli occhi a Luxor: il Cavaliere di Asgard non muta i suoi propositi e non cambia idea sull'umanità. La duplice battaglia infuria e viene vinta dal Cavaliere del Dragone, il quale genera una grande valanga che travolge in pieno Luxor, uccidendolo. Il Cavaliere di Atena prende lo zaffiro di Odino custodito dell'avversario, ma all'improvviso i lupi di Luxor, scoperta la tragica fine del Cavaliere di Asgard, si gettano su Sirio e lo fanno cadere in un crepaccio. Nel frattempo, Cristal incontra Artax, un altro Cavaliere di Asgard a servizio di Ilda di Polaris. Dopo un confronto verbale i due ingaggiano battaglia: la contesa si preannuncia subito dura ed equilibrata. Il Cavaliere del Cigno dovrà acquisire lo zero assoluto, come già al Grande Tempio, e non dovrà rendere vana la caduta del maestro Aquarius all'undicesima casa. |                   |                  |
| 81                                  | Per amore di Flare 「フレア! 愛ゆえの死闘」 - Freya! Ai yueno shito - Frea! Lotta Disperata Per Amore | 11 giugno 1988    | 24 gennaio 1991  |
| 81                                  | Cristal cerca di spiegare ad Artax la situazione: Flare ha deciso di recarsi da Atena di sua spontanea volontà, volendo collaborare a salvare la sorella Ilda dall'anello del Nibelungo, e non è stata rapita o ingannata come molti pensano. Il Cavaliere di Asgard non crede però alle parole dell'avversario e si rivela come il migliore amico d'infanzia di Flare, di cui è anche innamorato. Lo scontro prosegue e Artax attira Cristal in una grotta al cui interno si trova un lago interamente composto di lava. Si tratta di un luogo unico ad Asgard, congeniale ad Artax: Cristal è infatti indebolito dal caldo intenso e si trova in grande difficoltà. Kiki, che intanto stava proteggendo Lady Isabel insieme a Flare, percepisce il pericolo e avvisa la ragazza, che decide di correre subito sul luogo della battaglia per fermare lo scontro. |                   |                  |
| 82                                  | Una tragica fine 「舞え白鳥! 氷中の灼熱地獄」 - Mae hakucho! Hyochu no shakenetsu jigoku - Liberati, Cigno! L'Inferno Infuocato Nel Ghiaccio | 18 giugno 1988    | 26 gennaio 1991  |
| 82                                  | La battaglia tra Cristal e Artax prosegue senza requie e il Cavaliere del Cigno pare essere sul punto della sconfitta, non riuscendo a contrastare il Caldo Soffio del Meriggio. A salvare il Cavaliere di Atena giunge Flare, che tenta di spiegare ad Artax la verità sul proprio conto. Credendo che la ragazza sia stata plagiata, il Cavaliere di Asgard non le crede e continua lo scontro. Alla fine Cristal riesce a reagire e scaglia il Sacro Aquarius, che risulta fatale per Artax: la tragica fine di una persona a lei tanto cara, spinge Flare alle lacrime. |                   |                  |
| 83                                  | Una triste melodia 「妖しの竪琴! 瞬を誘う死の序曲」 - Ayashi no tategoto! Shun no izana shi no prelude - L'Arpa Ammaliante! Il Preludio Di Morte Che Tenta Shun | 25 giugno 1988    | 29 gennaio 1991  |
| 83                                  | Conclusa la battaglia, Artax viene sepolto e il suo zaffiro viene raccolto da Cristal, mentre Flare, svenuta, viene affidata a Kiki. Intanto Andromeda incontra Mime, Cavaliere di Asgard dotato di una cetra che usa come arma: dalla musica viene infatti il potere di Mime, che riconosce Andromeda come Cavaliere di animo gentile e cerca perciò di farlo desistere dalla sua missione. Il Cavaliere di Asgard afferma che sono stati i Cavalieri di Atena ad attaccare la città e li riconosce dunque come invasori: Andromeda inizia a chiedersi se la battaglia in nome della giustizia giustifichi le stragi che ne derivano e, attraversato da un grande dubbio, decide di smettere di combattere. Ma ecco che Phoenix interviene parlando al fratello da lontano e incoraggiandolo a continuare la lotta in nome della giustizia, in quanto i Cavalieri dello zodiaco devono salvaguardare la pace sulla Terra ed evitare che l'oscurità prevalga: Andromeda si decide così a continuare la battaglia contro Mime. |                   |                  |
| 84                                  | La vera natura di Mime 「死の宣告! ストリンガー葬送曲」 - Shi no senkoku! Stringer requiem - Sentenza Di Morte! Stringer Requiem | 2 luglio 1988     | 31 gennaio 1991  |
| 84                                  | Mime si rivela essere un ostico avversario, che la Catena di Andromeda non riesce a colpire in quanto il Cavaliere di Asgard non appare come un nemico. In un primo momento Andromeda crede che sia la musica a confonderlo, ma non è così: Mime rivela di aver fatto credere all'avversario di possedere una natura gentile, quando in realtà ha un'indole malvagia. A questo punto Andromeda decide di togliersi l'armatura, per dimostrare di non avere paura e perché ha infine compreso la verità: Mime è veramente dotato di un animo gentile che ripudia la violenza, anche se non vuole ammetterlo. Il tempo stringe e il Cavaliere di Atena decide di utilizzare la Nebulosa di Andromeda, ma Mime riesce a salvarsi grazie alla sua musica e passa al contrattacco: con la Melodia delle Tenebre Andromeda viene avvolto dalle corde della cetra e ne rimane stritolato. L'azione di Mime viene però interrotta dall'arrivo di Phoenix, giunto per salvare il fratello in pericolo. |                   |                  |
| 85                                  | Folken e Mime 「哀しみの勇者! 凍てついた憎悪」 - Kanashimi no yusha! Itetsuita zoh - L'Eroe Del Dolore! L'Odio Gelato | 9 luglio 1988     | 2 febbraio 1991  |
| 85                                  | Phoenix e Mime sono due guerrieri molto simili e nessuno riesce a prevalere sull'altro in combattimento. Il Cavaliere della Fenice riconosce però l'animo nobile dell'avversario, il quale decide allora di raccontare la sua storia: suo padre, Folken, era un guerriero molto coraggioso e valoroso, che però non aveva mai dimostrato affetto nei confronti del figlio. Un giorno Mime venne a sapere da Folken di essere in realtà stato adottato e che i suoi veri genitori erano stati uccisi dallo stesso Folken durante una missione in una città vicina ad Asgard. Colto da un impeto di rabbia, Mime uccise Folken e da quel giorno nel suo animo iniziò ad albergare l'odio. Tuttavia, Phoenix colpisce il nemico con il Fantasma Diabolico e gli fa rivivere i ricordi che il Cavaliere di Asgard ha dimenticato: Folken in realtà amava Mime e aveva dovuto uccidere i suoi veri genitori per via delle circostanze. Mime non crede alla verità venuta alla luce e nel suo animo inizia a prevalere l'odio: Phoenix dovrà combatterlo e sconfiggerlo. |                   |                  |
| 86                                  | Risveglio da un incubo 「不死鳥! 真紅に燃える翼」 - Fushicho! Shinku ni moeru tsubasa - La Fenice! Ali Che Ardono Color Cremisi | 16 luglio 1988    | 5 febbraio 1991  |
| 86                                  | Le parole di Phoenix, che cerca di risvegliare il lato gentile della personalità di Mime, risultano vane. Lo scontro continua e Mime suona la Melodia delle Tenebre, legando Phoenix con le corde della sua cetra e stritolandolo mortalmente. Ma nel momento peggiore il Cavaliere della Fenice riesce a liberarsi, sacrificando la propria armatura e contrattaccando con le Ali della Fenice, con le quali distrugge la cetra del nemico. A questo punto Mime capisce finalmente i suoi errori e riacquista la personalità nobile e gentile, togliendosi l'armatura e decidendo di combattere solamente per la difesa di Asgard. Phoenix e Mime si colpiscono a vicenda: il Cavaliere di Asgard sprona i Cavalieri di Atena a riuscire nella loro missione, prima di cadere a terra privo di vita; Phoenix chiede ad Andromeda di raccogliere lo zaffiro di Mime e di recarsi subito al palazzo di Ilda, per poi cadere anche lui al suolo. Andromeda indossa la sua armatura e riprende la corsa verso Asgard. |                   |                  |
| 87                                  | Il Cavaliere senza pietà 「魔の紫水晶! セイントの墓場」 - Ma no amethyst! Saint no hakaba - L'Ametista Demoniaca! La Tomba Dei Santi | 23 luglio 1988    | 7 febbraio 1991  |
| 87                                  | Tra i Cavalieri di Asgard rimasti, Ilda di Polaris incarica Megres di fronteggiare l'avanzata dei Cavalieri di Atena. La stessa sacerdotessa di Odino disdegnava Megres prima dell'avvento dell'anello del Nibelungo, ma ora gli concede piena libertà di azione. Nei pressi di una foresta il Cavaliere di Asgard si imbatte in Castalia, giunta da Atene per aiutare i Cavalieri dello zodiaco: i due ingaggiano battaglia, ma lottando slealmente Megres rinchiude la sacerdotessa guerriero in una Teca Viola dell'Ametista, al fine di utilizzarla come esca e attirare i Cavalieri di Atena. L'esca funziona e Pegasus cade nella trappola, scontrandosi con il Cavaliere di Asgard ma avendo la meglio in un primo momento. Tuttavia Megres, guerriero molto intelligente ma anche privo di scrupoli, ricatta l'avversario affermando che se venisse ucciso Castalia resterebbe per sempre rinchiusa nella teca e morirebbe. Il prezzo da pagare per la sua liberazione è nientemeno che lo zaffiro che il Cavaliere di Pegasus ha conquistato da Thor. |                   |                  |
| 88                                  | Una scelta difficile 「炎の剣! 恐るべき野望」 - Honoo no ken! Osorubeki yabô - La Spada Fiammeggiante! Aspirazioni Spaventose | 30 luglio 1988    | 9 febbraio 1991  |
| 88                                  | Pegasus si trova di fronte ad una scelta difficile, ma in qualità di Cavaliere dello zodiaco ha una missione da compiere, ossia salvare Lady Isabel e Ilda di Polaris, e perciò non può cedere il suo zaffiro al nemico. La lotta riprende e Megres decide di sfoggiare la sua Spada di Ametista, una spada infuocata forgiata da Artax e donatagli da Ilda. Con questa pericolosa arma il Cavaliere di Asgard mette in difficoltà Pegasus, il quale non si arrende di fronte al gioco sleale dell'avversario, ma che alla fine viene rinchiuso come Castalia in una teca di ametista. Queste teche succhiano la linfa vitale di chi vi è rinchiuso e portano la vittima alla morte. Megres si rivela essere un uomo molto ambizioso e sta organizzando un piano per dominare il mondo intero con l'ausilio della spada Balmung, che può ottenere solo conquistando gli zaffiri in mano ai Cavalieri di Atena. A fronteggiare Megres giunge Cristal: i due ingaggiano subito battaglia, ma le tecniche congelanti del Cavaliere del Cigno non riescono a neutralizzare la Spada di Ametista. |                   |                  |
| 89                                  | Le anime della natura 「邪悪のいけにえ! 精霊たちの森」 - Jaaku no ikenie! Seireitachi no mori - Vittime Della Malvagità! La Foresta Degli Spiriti | 13 agosto 1988    | 12 febbraio 1991 |
| 89                                  | Lo scontro con Megres non è facile per Cristal, anche perché il Cavaliere di Asgard ricorre all'inganno per indebolire l'avversario. Condotto il Cavaliere di Atena nel fitto della foresta, Megres utilizza le Anime della Natura: con questa tecnica il Cavaliere di Asgard riesce a risvegliare gli spiriti e li utilizza per comandare la natura. Cristal si ritrova così a combattere contro gli alberi, che lo stritolano e lo colpiscono violentemente: alla fine, Megres ottiene la vittoria e cerca di rinchiudere il nemico nella Teca Viola dell'Ametista. Il Cavaliere del Cigno viene però salvato dal provvidenziale arrivo di Sirio, che ha risalito il crepaccio dove era caduto e si è subito recato sul luogo dello scontro. Qui inizia una nuova battaglia contro Megres, che peraltro si rivela figlio di un antico aspirante allievo del Maestro dei Cinque Picchi: questi, intuìtone la malvagità, gli aveva negato l'insegnamento della Pienezza del Dragone ed interrotto l'addestramento. L'uomo si era quindi ribellato a Libra e lo aveva sfidato, ma era stato sconfitto al termine di una dura lotta. Il Maestro dei Cinque Picchi conferma la vicenda e mette in guardia Sirio: Megres non sarà un avversario facile. |                   |                  |
| 90                                  | L'Orsa Maggiore 「ふり向くな星矢! 昇龍のコスモ」 - Furimuku na Seiya! Shoryu no Cosmo - Non Voltarti, Seiya! Il Cosmo Del Drago Nascente | 20 agosto 1988    | 14 febbraio 1991 |
| 90                                  | Per contrastare le Anime della Natura, Sirio deve rimanere immobile e diventare tutt'uno con la natura, affinché le anime non riescano più a percepire la sua presenza. Seguendo i consigli del Maestro dei Cinque Picchi, Dragone riesce a neutralizzare le tecniche di Megres, ma rimanendo sempre fermo non può contrattaccare. Il Cavaliere dello zodiaco decide così di rischiare e si toglie l'armatura: Megres, già intento a comandare le Anime della Natura, cerca di rinchiudere l'avversario nella Teca Viola dell'Ametista. Osservando che nessun Cavaliere può lanciare due colpi insieme, Sirio approfitta dell'errore del nemico e risponde con il Colpo Segreto del Drago Nascente, riuscendo a sconfiggere Megres e a terminare le sue ambizioni di dominio. Inoltre, con la caduta del Cavaliere di Asgard le teche di ametista in cui Pegasus e Castalia erano stati rinchiusi si dissolvono, liberando i due prigionieri. Raccolti gli zaffiri di Megres, Thor, Luxor e Artax, Cristal e Pegasus si incamminano verso il palazzo di Ilda, ormai vicino. Castalia e Dragone sono però deboli e feriti a causa dello scontro e non possono seguire i due Cavalieri. |                   |                  |
| 91                                  | Doppia configurazione 「燃えよ瞬! 黒い牙に隠された謎」 - Moeyo Shun! Kuroi kiba ni kakusatera nazo - Ardi, Shun! Il Mistero Nascosto Nelle Zanne Nere | 27 agosto 1988    | 16 febbraio 1991 |
| 91                                  | Andromeda entra per primo nel palazzo di Ilda, dove incontra Mizar; i due si erano già scontrati a Nuova Luxor e ora ingaggiano una nuova battaglia. Quando Pegasus e Cristal giungono in aiuto dell'amico, il Cavaliere di Andromeda chiede di affrontare da solo l'avversario e indirizza i due Cavalieri alla sala del trono. Nel frattempo, Castalia viene raggiunta da Tisifone, anche lei venuta dalla Grecia per aiutare i Cavalieri dello zodiaco. L'istruttrice di Pegasus rivela di essere venuta a conoscenza di un grande segreto: Toro le ha raccontato di essere stato attaccato da un secondo Cavaliere durante il suo incontro con Mizar alla seconda casa dello zodiaco. Insospettita, Castalia ha raggiunto Asgard e ha parlato con Flare, che le ha riferito di alcune voci secondo le quali un Cavaliere ombra ignoto persino a Mizar lo protegga e lo aiuti. Purtroppo, la sacerdotessa non ha avuto il tempo di avvertire Pegasus e perciò incarica Tisifone di raggiungere il palazzo di Ilda e riferire questo dettaglio ai Cavalieri di Atena. Intanto, mentre Andromeda si trova in difficoltà nella lotta contro Mizar, la corsa di Pegasus e Cristal viene interrotta dalla caduta del soffitto del corridoio che i due stavano attraversando. |                   |                  |
| 92                                  | L'ombra si rivela 「うずまけ! 瞬究極の星雲嵐」 - Uzumake! Shun kyokyoku no Nebula Storm - Turbina! L'Estrema Nebula Storm Di Shun | 3 settembre 1988  | 19 febbraio 1991 |
| 92                                  | Il freddo cosmo di Mizar penetra le difese di Andromeda e giunge addirittura a distruggere la sua catena. Tuttavia, sostenuto dalla voce di Phoenix, nonostante lo svantaggio iniziale Andromeda reagisce. Spogliatosi dell'armatura, in quanto non vuole utilizzare il pieno potere del suo cosmo, il Cavaliere di Atena lancia la Nebulosa di Andromeda: Mizar non ha scampo e ne rimane travolto. Sconfitto l'avversario, Andromeda ne raccoglie lo zaffiro, ma ecco che un nuovo nemico si mostra: è Alcor, l'ombra di Mizar che lo ha sempre protetto, ma che lo detestava e ambiva a prenderne il posto nella schiera dei Cavalieri di Asgard. Ora che Mizar è caduto in battaglia, il sogno di Alcor può realizzarsi con la conquista dello zaffiro appena recuperato da Andromeda. Tisifone, nel frattempo sopraggiunta, ingaggia una battaglia con il Cavaliere ombra, ma ha la peggio. Tuttavia, ecco che all'improvviso giunge Phoenix, reduce dallo scontro con Mime: affronterà lui Alcor. |                   |                  |
| 93                                  | Affetto fraterno 「バド! 宿命の双子星」 - Bud! Shukumei no futago sei - Bud! Le Stelle Gemelle Del Destino | 10 settembre 1988 | 21 febbraio 1991 |
| 93                                  | Lo scontro tra Phoenix e Alcor è subito molto duro e vede opposti due Cavalieri con personalità completamente diverse: il Cavaliere di Asgard, che si rivela essere fratello gemello di Mizar, combatte unicamente per ambizione, odiando il fratello e disprezzando l'affetto fraterno. Al contrario il Cavaliere della Fenice crede in questa virtù ed è riuscito a diventare un uomo migliore proprio grazie a suo fratello Andromeda. Nel corso del combattimento Alcor racconta la sua storia: lui e Mizar nacquero in una famiglia nobile, ma secondo la legge vigente in quel tempo solo uno dei due neonati poteva essere allevato; Alcor fu abbandonato in una foresta, ma fu salvato da un passante. Quando anni dopo i due si incontrarono per la prima volta, Alcor, invidiando Mizar a causa della sorte a lui favorevole, decise di diventare Cavaliere. Ma a lui Ilda di Polaris preferì il fratello, obbligando il Cavaliere ombra a proteggerlo e aiutarlo sebbene contro la sua volontà. Mentre la battaglia volge al culmine, Phoenix cerca di spiegare ad Alcor il grande valore dell'affetto fraterno, ma il Cavaliere di Asgard non muta il suo punto di vista e si prepara per l'assalto decisivo. |                   |                  |
| 94                                  | Raggio di sole in Asgard 「兄弟の絆! シドよ祖国に眠れ」 - Kyodai no kizuna! Syd yo sokoku ni nemure - Legame Fraterno! Syd, Riposa In Patria | 17 settembre 1988 | 23 febbraio 1991 |
| 94                                  | Nel momento cruciale della lotta contro Alcor, Phoenix colpisce l'avversario con il Fantasma Diabolico. Come nel caso di Mime, il colpo segreto del Cavaliere della Fenice svela una grande verità nascosta: in realtà Alcor ha sempre amato Mizar, a dispetto delle differenze tra i due fratelli. Ciò è provato dal fatto che Alcor ha sempre aiutato il fratello nel momento del bisogno, non perché costretto, ma perché molto legato a lui. Colpito duramente dalle Ali della Fenice, Alcor comprende finalmente il valore dell'affetto fraterno, ma proprio in questo momento Mizar si rialza e blocca Phoenix, chiedendo al fratello di colpire il nemico. Mizar rivela così di aver sempre saputo dell'esistenza di Alcor e di averlo sempre ricordato insieme ai genitori. Tuttavia, Alcor non riesce a trovare il coraggio di colpire insieme a Phoenix il suo stesso fratello, il quale si accascia al suolo, esanime. Compresi i suoi errori, Alcor prende in braccio Mizar, augura ai Cavalieri dello zodiaco di riuscire nella propria missione e lascia per sempre il palazzo di Ilda, deciso a non combattere più ed a rimanere per sempre a fianco del fratello. Intanto, la via verso la sala del trono viene liberata a prezzo di un grande sforzo di Cristal: Pegasus si dirige così verso la sua meta, adesso molto vicina. |                   |                  |
| 95                                  | Cavaliere senza punti deboli 「気高き勇者! 甦る伝説の騎士」 - Kedakaki yusha! Yomigaeru densetsu no kishi - L'Eroe Sublime! Il Cavaliere Leggendario Risorge | 15 ottobre 1988   | 26 febbraio 1991 |
| 95                                  | L'ultimo ostacolo che i Cavalieri di Atena devono superare per conquistare il settimo zaffiro è rappresentato da Orion, l'unico Cavaliere di Asgard rimasto. Orion è un avversario temibile: la leggenda dice che abbia ottenuto l'invulnerabilità uccidendo un drago che in passato infestava Asgard e bagnandosi con il suo sangue (questo è un chiaro collegamento con L'Anello Del Nibelungo - la celebre opera letteraria di R. Wagner - laddove Orion si può certamente sovrapporre al personaggio di Sigfrido, già facente parte della tradizione norrena). Pegasus lo incontra dinnanzi alla grande statua di Odino situata nel palazzo di Ilda, che stringe sulla mano destra la spada Balmung: Orion sconfigge il Cavaliere di Atena dando prova di grande forza. Da solo, il Cavaliere di Asgard riesce poi a vincere in battaglia anche Phoenix, Andromeda e Cristal. Nel frattempo, Sirio si è appena ripreso dallo scontro con Megres e si trascina con le forze rimaste verso il palazzo di Ilda. |                   |                  |
| 96                                  | L'artiglio del drago 「龍対龍! 十万分の一秒の勝機」 - Ryu tai ryu! Juman bun no ichiro no shoki - Drago Contro Drago! Chance Di Vittoria In Un Centomillesimo Di Secondo | 22 ottobre 1988   | 28 febbraio 1991 |
| 96                                  | Giunto faccia a faccia con Orion, Sirio ingaggia un'intensa battaglia con il Cavaliere di Asgard. Le speranze dei Cavalieri di Atena sono riposte in Dragone, ma lo scontro non è facile nemmeno per lui. Orion pare veramente essere invulnerabile come vuole la leggenda, ma proprio nel momento di maggior difficoltà Sirio scopre il suo punto debole: durante l'esecuzione degli Occhi del Drago, il colpo più potente di Orion, il Cavaliere di Asgard lascia scoperto il torace, e quindi indifeso il cuore, per un breve lasso di tempo. Si tratta dello stesso punto debole di Sirio, scoperto da Pegasus ai tempi della Guerra Galattica: il Maestro dei Cinque Picchi racconta che quando Orion uccise il drago che infestava Asgard bagnò con il suo sangue tutto il proprio corpo, ad eccezione di un punto sulla schiena all'altezza del cuore su cui si posò una foglia: il corpo dell'eroe non è stato quindi interamente bagnato dal sangue del drago che rende invulnerabile. Stremato dalla battaglia, Sirio mostra a Pegasus il punto debole di Orion colpendolo al torace con il Colpo Segreto del Drago Nascente, prima di cadere a terra privo di sensi. Ora è compito di Pegasus sconfiggere Orion, ricordando la lotta contro Dragone alla Guerra Galattica. |                   |                  |
| 97                                  | Nettuno signore dei mari 「海魔女! 美しき死の調べ」 - Siren! Utsukushiki shi no shirabe - Siren! La Bella Melodia Della Morte | 29 ottobre 1988   | 2 marzo 1991     |
| 97                                  | Il tempo passa e la notte si avvicina: Lady Isabel è sempre più stremata a causa del freddo di Asgard, ma continua a pregare Odino nonostante la debolezza. Unendo il suo cosmo a quello dei suoi amici, Pegasus scaglia un potente Fulmine di Pegasus che colpisce in pieno il torace di Orion, il quale viene finalmente sconfitto. All'improvviso ecco che però sopraggiunge un nuovo nemico: è Sirya, un seguace del dio Nettuno, il signore dei mari. Sirya rivela che è stato Nettuno, desideroso di espandere il suo impero al mondo intero, a dare l'anello del Nibelungo a Ilda di Polaris, nel tentativo di far iniziare una guerra tra Asgard e Atene e sconfiggere la dea Atena. Compresa la verità, Orion decide di cedere spontaneamente il suo zaffiro a Pegasus, chiedendogli di portare a termine la sua missione e salvare Ilda, per poi ingaggiare battaglia con Sirya. Questi è dotato di un potente flauto, con il quale è in grado di incantare i nemici e portarli alla morte, ma Orion riesce comunque a batterlo, a prezzo di un suo sacrificio: afferrato Sirya, il Cavaliere di Asgard si innalza al cielo scortato da una colonna di luce, portando con sé l'avversario e bruciando con lui nello spazio profondo. |                   |                  |
| 98                                  | La voce di un dio 「奇蹟の出現! オーディーンローブ」 - Kiseki no shutsugen! Odin robe - Un'Apparizione Miracolosa! La Toga Di Odino | 5 novembre 1988   | 5 marzo 1991     |
| 98                                  | In Pegasus è riposta l'ultima speranza dei Cavalieri dello zodiaco: egli ha in mano tutti i sette zaffiri di Odino, ma Ilda, giunta sul luogo della battaglia, cerca con ogni mezzo di impedirgli di compiere la sua missione. Gli altri Cavalieri di Atena difendono l'amico come possono mentre questi porge gli zaffiri alla monumentale statua di Odino: il dio accorre in aiuto di Pegasus e gli dona la sua leggendaria armatura, completa anche della spada Balmung. Il giovane eroe può finalmente spezzare l'incantesimo dell'anello del Nibelungo, ma esita a colpire Ilda con Balmung, con il timore di uccidere la sacerdotessa di Odino. In aiuto del ragazzo giunge di nuovo Odino, che stavolta gli parla per mezzo dell'armatura: il dio incita Pegasus a colpire senza esitazione e salvare Asgard da Nettuno. Il Cavaliere di Atena si convince perciò a levare la spada contro Ilda. |                   |                  |
| 99                                  | Fine o inizio? 「アテナよ! 気高き永遠の祈り」 - Atena yo! Kedakaki eien no inori - Atena! L'Eterna Sublime Preghiera | 12 novembre 1988  | 7 marzo 1991     |
| 99                                  | Forte dell'appoggio di un dio, Pegasus colpisce Ilda con la spada Balmung: l'anello del Nibelungo si dissolve immediatamente nel nulla, ma allo stesso tempo la sacerdotessa di Odino pare essere rimasta uccisa nell'azione. Nello stesso momento Lady Isabel sviene per la debolezza, sopraffatta dal gelo polare e dall'arrivo della rigida notte di Asgard: i Cavalieri dello zodiaco sono sconsolati per aver fallito la missione, non avendo salvato né Ilda, né Atena. Ma all'improvviso, sotto lo sguardo attonito dei cinque eroi, Ilda di Polaris si alza, liberata dall'incantesimo dell'anello del Nibelungo, e prega Odino affinché i ghiacci siano subito ripristinati. Poi si reca insieme a Pegasus e compagni da Lady Isabel, che si rialza tra la felicità generale. Finalmente la guerra è terminata e i Cavalieri dello zodiaco hanno fatto nuovamente trionfare il bene sulla Terra. Ma improvvisamente una grande onda sorge dal mare di Asgard e travolge Lady Isabel, che scompare misteriosamente: Nettuno ha rapito la ragazza. |                   |                  |
| Saga di Nettuno (15 episodi)        | |                   |                  |
| 100                                 | Pericolo dagli abissi 「海皇ポセイドン! 聖戦ふたたび」 - KaiÔ Poseidon! Seisen futatabi - Il Re Dei Mari Poseidon! Una Nuova Guerra Santa | 19 novembre 1988  | 9 marzo 1991     |
| 100                                 | I Cavalieri dello zodiaco cercano Lady Isabel in tutta Asgard, ma non riescono a trovarla: Nettuno l'ha portata nel suo palazzo, situato negli abissi più profondi. Il dio dei mari si è reincarnato in un giovane di nome Julian Kedives, che Lady Isabel ha già conosciuto in passato e che ha persino chiesto la mano della fanciulla, la quale non ha acconsentito. Nettuno vuole estendere il suo impero marino al mondo intero e rivela di aver dato l'anello del Nibelungo a Ilda di Polaris con il solo obiettivo di indebolire Atena. Ma Lady Isabel non intende lasciare la Terra al suo destino: per salvarla, la ragazza dovrà superare una dura prova a cui Nettuno la sottoporrà. Nel frattempo, con l'aiuto di Ilda e Flare i Cavalieri dello zodiaco trovano l'ingresso per il regno marino di Nettuno: Pegasus e Andromeda vi accedono per primi, ritrovandosi in un luogo sotto il mare dove però riescono a respirare. Qui incontrano Titis, un Cavaliere sirena che si scontra con i Cavalieri di Atena, ma le cui tecniche volte ad incantare i nemici vengono efficacemente contrastate. All'improvviso, sopraggiunge però un nuovo Cavaliere a servizio di Nettuno, che si presenta come Dragone del Mare. |                   |                  |
| 101                                 | Le colonne dei sette mari 「打ち砕け! 七つの海の巨大柱」 - Uchikudake! Nanatsu no umi no Mammoth Pillar - Frantumatele! Le Megacolonne Dei Sette Mari | 26 novembre 1988  | 12 marzo 1991    |
| 101                                 | Lady Isabel viene rinchiusa nella colonna di Nettuno, un'altissima colonna che sorregge i mari della Terra insieme alle colonne dei sette mari, altre sette colonne minori ognuna corrispondente ad un oceano del pianeta. La stanza interna alla colonna di Nettuno, dove si trova Atena, inizia a riempirsi di acqua, la stessa acqua che sotto forma di pioggia doveva cadere sulla Terra fino a ricoprirla e che ora dovrà essere sostenuta da Lady Isabel: è questo l'unico modo che ha la ragazza per salvare il mondo. Venuto a sapere dei fatti accorsi ad Atena, Dragone del Mare rivela ai Cavalieri di Atena il percorso da seguire: Pegasus e compagni dovranno sconfiggere i sette Generali degli abissi a guardia delle colonne dei sette mari, che dovranno a loro volta essere tutte abbattute per poter giungere alla colonna di Nettuno e salvare Atena. Sarà un'impresa difficile da completare in breve tempo: Lady Isabel non resisterà a lungo e prima o poi verrà completamente sommersa dall'acqua. Mentre anche Cristal fa il suo ingresso nel regno di Nettuno, Pegasus si reca alla colonna dell'Oceano Pacifico Settentrionale, difesa da Cavallo del Mare: il Cavaliere di Atena ingaggia una battaglia con il Generale degli abissi, che però si mostra da subito un ostico avversario. |                   |                  |
| 102                                 | La prima vittoria 「神秘の輝き! 金色の青銅聖衣」 - Shinpi no kagayaki! Kiniro no bronze cloth - L'Arcano Fulgore! La Veste Di Bronzo Color D'Oro | 3 dicembre 1988   | 14 marzo 1991    |
| 102                                 | Mentre anche Sirio e Kiki entrano nel regno di Nettuno, Andromeda raggiunge la colonna dell'Oceano Pacifico Meridionale, dove incontra il secondo Generale degli abissi, Kira. Nel frattempo, Pegasus supera un primo momento di difficoltà nella lotta contro Cavallo del Mare: il Cavaliere di Atena riesce a superare le difese dell'avversario, simili alle barriere del Cavaliere d'argento Eris, e giunge persino a danneggiare la sua potente armatura, composta di scaglie d'oro. Durante l'assalto finale, l'armatura di Pegasus assume un riflesso dorato: ciò è dovuto al fatto che la corazza è stata forgiata dai Cavalieri d'oro, per poi essere stata temprata durante la battaglia contro i Cavalieri di Asgard. Cavallo del Mare viene annientato da un potente Fulmine di Pegasus, quando sul luogo della battaglia arrivano Cristal e Sirio: Pegasus li mette al corrente di quanto sta accadendo, li congeda e si prepara ad abbattere la colonna dell'Oceano Pacifico del Nord. |                   |                  |
| 103                                 | Un dono giunto da lontano 「危うし瞬! 恐るべき魔獣の牙」 - Ayaushi Shun! Osorubeki maju no kiba - Shun In Pericolo! Le Zanne Degli Spaventosi Mostri Demoniaci | 10 dicembre 1988  | 16 marzo 1991    |
| 103                                 | Le tecniche di Pegasus non sono sufficientemente potenti per abbattere l'imponente colonna del Pacifico del Nord, ma per fortuna in suo aiuto giunge l'armatura d'oro della Bilancia: Tisifone l'ha portata nel regno di Nettuno e ha affidato a Kiki il compito di portarla ai Cavalieri dello zodiaco, sostituendosi al giovane guerriero nella lotta contro Titis. L'armatura della Bilancia è un dono del Maestro dei Cinque Picchi, che autorizza i Cavalieri di Atena a utilizzare le sei armi di cui è composta: Pegasus lancia lo scudo contro la colonna del Pacifico del Nord e la abbatte in un colpo solo. Un maremoto scuote l'oceano, che deve trovare un nuovo assestamento dopo che la colonna che lo sorreggeva è crollata. Intanto, Andromeda sta combattendo contro Kira, ma in un primo momento il Cavaliere di Atena si trova in difficoltà. Il Generale degli abissi è dotato di una tecnica molto particolare: illusioni di diverse bestie, quali l'aquila, il lupo, la libellula, il serpente, il vampiro e l'orso, aggrediscono Andromeda ma non lo feriscono gravemente; solo nell'assalto finale una bestia attaccherà e sconfiggerà definitivamente il Cavaliere di Atena. Tuttavia, dopo aver assistito all'attacco di ogni singolo animale, la Catena di Andromeda può trovare la miglior difesa per ogni bestia e rispondere alla tecnica di Kira. Per prima è la libellula ad essere eliminata: la Catena di Andromeda assume la forma di una tela di ragno in cui la bestia rimane intrappolata. |                   |                  |
| 104                                 | Secondo Cavaliere d'oro 「魔獣死すべし! 不滅の黄金鎖」 - Maju shisu beshi! Fumetsu no Gold Chain - I Mostri Demoniaci Devono Morire! L'Immortale Catena D'Oro | 17 dicembre 1988  | 19 marzo 1991    |
| 104                                 | Le sorti dello scontro tra Kira e Andromeda sono ora invertite: la Catena di Andromeda contrasta tutte le bestie del generale degli abissi, che si ritrova con l'armatura a pezzi e senza più armi da utilizzare. Andromeda non ha alcun interesse a privare della vita Kira e concentra la sua attenzione sulla colonna del Pacifico del Sud: anche questa colonna appare indistruttibile e la Catena di Andromeda non basta per abbatterla. Come se non bastasse, Kira riprende la battaglia colpendo con il potente Gorgo di Scilla, ma il Cavaliere di Andromeda non si cura dei ripetuti attacchi e si preoccupa solamente dalla colonna del Pacifico del Sud. Alla fine però il Cavaliere di Atena si decide a contrattaccare e immobilizza il nemico con la sua catena: essa è ora molto potente e ha assunto un riflesso dorato insieme al resto dell'armatura di Andromeda, come già accaduto con Pegasus. |                   |                  |
| 105                                 | La ricomparsa di Excalibur 「聖剣! 右腕に宿るシュラの魂」 - Excalibur! Uwan ni yadoru Shura no tamashii - Excalibur! L'Anima Di Shura Dimora Nel Braccio Destro | 24 dicembre 1988  | 21 marzo 1991    |
| 105                                 | Kiki raggiunge Andromeda e gli consegna l'armatura della Bilancia, necessaria per abbattere la colonna del Pacifico del Sud. Il Cavaliere di Atena colpisce la colonna con le barre gemellari, ma nel tentativo di fermare l'arma Kira si frappone tra essa e la colonna, non riuscendo comunque a impedire la caduta del pilastro. Rimasto gravemente ferito, Kira rivela in punto di morte di essere un guerriero simile ad Andromeda, pronto al sacrificio pur di conseguire un obiettivo. Nel frattempo, Sirio raggiunge la colonna dell'Oceano Indiano, dove incontra il Generale degli abissi Crisaore. Questi è dotato di una lancia molto potente, con la quale ferisce Dragone più volte e riesce addirittura a oltrepassare il suo scudo. Il Cavaliere di Atena si trova in seria difficoltà, ma lo spirito di Capricorn interviene in suo aiuto, rivelando di avergli donato la spada Excalibur poco prima di rimanere ucciso dalla Pienezza del Dragone durante la battaglia alle dodici case. In un secondo tentativo, Crisaore non riesce a superare lo scudo di Sirio: l'armatura di Dragone assume per un istante un riflesso dorato, segno che la corazza ha acquisito una grande potenza. Per utilizzare Excalibur Sirio deve comunque privarsi dell'armatura, ma al primo colpo di spada riesce a spezzare la lancia di Crisaore. La battaglia non è però conclusa: il Generale degli abissi ha altre tecniche da utilizzare. |                   |                  |
| 106                                 | Voci dal passato 「夢無残! 再会は死の匂い」 - Yume muzan! Saikai wa shi no nioi - Drammatici Sogni! Profumo Di Morte Nei Nuovi Incontri | 14 gennaio 1989   | 23 marzo 1991    |
| 106                                 | Crisaore si siede e inizia a concentrare il "mantra", fonte di potere per il Generale degli abissi ed equivalente al cosmo dei Cavalieri dello zodiaco. Crisaore crea così una barriera spirituale che lo protegge insieme alla colonna dell'Oceano Indiano. Questo muro spirituale appare insuperabile per Sirio, che viene inoltre colpito dall'Unione Spirituale: la luce abbagliante creata con questa tecnica rende Dragone nuovamente cieco. Tuttavia Atena interviene in aiuto del suo paladino, indicandogli il punto debole di Crisaore, sul cui corpo sono disposti i punti segreti del mantra: Sirio riesce a colpirli tutti con un solo colpo di Excalibur, spezzando il mantra e sconfiggendo definitivamente il Generale degli abissi. In questo momento arriva Kiki, che consegna l'armatura della Bilancia a Sirio: con l'ausilio della spada il Cavaliere di Atena abbatte la terza colonna. Intanto, Cristal incontra il maestro Aquarius, che credeva fosse morto durante la battaglia alle dodici case, ma che si convince non essere un fantasma. Frattanto, Pegasus incontra Castalia, che si rivela essere Patricia, la sorella scomparsa di Pegasus. Quando Andromeda raggiunge la colonna dell'Oceano Antartico trova sia Cristal che Pegasus stesi a terra privi di sensi: le circostanze sono strane, in quanto sul corpo dei due Cavalieri non vi sono segni di lotta. Nello stesso momento giunge Phoenix, che incredibilmente attacca il fratello. |                   |                  |
| 107                                 | Le apparenze 「心の狩人! リュムナデス無情」 - Kokoro no karyudo! Lyumnades mujou - Il Cacciatore Di Anime! La Crudeltà Di Lymnades | 21 gennaio 1989   | 26 marzo 1991    |
| 107                                 | Il Phoenix che ha incontrato Andromeda si rivela essere il Generale degli abissi custode della colonna dell'Oceano Antartico, Lemuri: questi ha l'abilità di assumere le sembianze di altri individui, e sotto forma di persone care a Pegasus e Cristal ha sconfitto i due Cavalieri di Atena senza nemmeno lottare. Andromeda è costretto a combattere contro la figura di Phoenix, ma pur essendo consapevole dell'inganno non riesce a colpire la sagoma del fratello: ancora una volta il trucco di Lemuri funziona e Andromeda viene sopraffatto dagli Occhi della Salamandra. Ma ecco che in aiuto dei Cavalieri di Atena giunge il vero Phoenix, che ingaggia una battaglia contro Lemuri: lo scontro dura poco e, nonostante il Generale degli abissi assuma le sembianze di Andromeda, il guardiano della quarta colonna viene battuto. Solo in punto di morte Lemuri scopre il punto debole dell'avversario, ossia il suo amore per Esmeralda, una ragazza che Phoenix conobbe ai tempi dell'addestramento. Abbattuta la colonna dell'Antartico con l'ausilio del tridente, Phoenix decide di recarsi direttamente alla colonna di Nettuno senza pensare alle altre colonne. |                   |                  |
| 108                                 | La vendetta di Abadir 「アイザック! 氷の心を持つ男」 - Isaac! Kori no kokoro wo motsu otoko - Isaak! L'Uomo Dal Cuore Di Ghiaccio | 11 febbraio 1989  | 28 marzo 1991    |
| 108                                 | Cristal riprende per primo i sensi e si dirige alla colonna del Mar Glaciale Artico. Difensore della quinta colonna è Abadir, che si rivela essere una persona speciale per il Cavaliere del Cigno: il Generale degli abissi conseguì infatti l'addestramento insieme al Cavaliere di Atena in Siberia, sotto la guida del Maestro dei Ghiacci. Ma un giorno Cristal si gettò in mare per far visita alla madre defunta, che si trovava in un vascello affondato e fermo nel fondale marino; le forti correnti sottomarine misero in difficoltà Cristal e perciò Abadir decise di accorrere in aiuto del compagno. Dopo aver salvato l'amico ed essersi procurato una profonda ferita ad un occhio, Abadir fu tratto in salvo dal dio Nettuno. A seguito della notizia della morte prima del Maestro dei Ghiacci e poi di Aquarius, entrambi per mano di Cristal, Abadir decise di diventare Generale degli abissi e, ora che ha di fronte il Cavaliere del Cigno, vuole prendersi la sua vendetta: dopo aver procurato a Cristal una ferita simile alla sua, il Generale non esita ad attaccare l'avversario con l'Aurora Boreale. |                   |                  |
| 109                                 | Una sconcertante verità 「がんばれ貴鬼! 哀しき死闘」 - Ganbare Kiki! Kanashiki shitou - Forza, Kiki! La Triste Lotta Disperata | 18 febbraio 1989  | 30 marzo 1991    |
| 109                                 | Nella prima parte dello scontro con Abadir Cristal si trova in svantaggio. Anche Kiki rimane coinvolto nella battaglia e si ritrova a dover difendere l'armatura della Bilancia dalle grinfie del Generale degli abissi. Tuttavia, nel corso del combattimento Cristal si riprende e si decide a mettere da parte la vecchia amicizia con Abadir. Al momento della resa dei conti il Sacro Aquarius trionfa sull'Aurora Boreale e il quinto Generale viene sconfitto. Utilizzando la lancia bracciale Cristal abbatte la colonna del Mar Glaciale Artico, ma prima che il Cavaliere del Cigno riprenda la corsa verso la colonna di Nettuno Abadir, in fin di vita, gli rivela la verità sul conto di Nettuno: il dio è governato da un'entità malvagia. Intanto, mentre anche Andromeda riprende i sensi, Phoenix si imbatte in Dragone del Mare. |                   |                  |
| 110                                 | L'origine delle forze oscure 「聞け! 美しきアテナの歌声」 - Kike! Utsukushiki Athena no utagoe - Ascoltate! Il Bel Canto Di Atena | 25 febbraio 1989  | 2 aprile 1991    |
| 110                                 | Phoenix riconosce in Dragone del Mare un cosmo oscuro e familiare, simile a quello di Gemini: il Generale degli abissi si rivela infatti essere il fratello gemello del Cavaliere d'oro della terza casa, Kanon, il quale non è però dotato di due personalità e mostra un animo solamente malvagio. Anche le sue tecniche sono simili a quelle di Gemini: Kanon spedisce Phoenix nel Triangolo d'oro, analogo alla Dimensione Oscura del gemello. Nel frattempo, Tisifone sconfigge Titis e corre al palazzo di Nettuno; entratavi, la sacerdotessa non è però in grado di contrastare il dio da sola e viene facilmente battuta. Intanto, mentre anche Pegasus riprende il cammino verso la colonna di Nettuno, Andromeda raggiunge la colonna dell'Oceano Atlantico Meridionale, custodita da Sirya: il Generale degli abissi non è stato ucciso da Orion ed è riuscito a scampare al sacrificio del Cavaliere di Asgard. La sua Dolce Melodia di Requiem incanta il già stanco Andromeda, ma l'azione del Generale degli abissi viene interrotta da Atena, che dalla colonna di Nettuno canta con voce soave. |                   |                  |
| 111                                 | Un aiuto giunto da lontano 「友よ! 死ぬ時は一緒だ」 - Tomo yo! Shinu toki wa issho da! - Amici! Nell'Ora Della Morte Saremo Insieme | 11 marzo 1989     | 4 aprile 1991    |
| 111                                 | Pegasus entra nel palazzo di Nettuno, dietro il quale sorge la colonna portante del regno del dio dei mari. Il Cavaliere di Atena vuole salvare Lady Isabel e attacca Nettuno, nel corpo di Julian Kedives, senza però riuscire a colpirlo. Il giovane eroe si ritrova con l'armatura in pezzi, così come Dragone e Cristal, che sopraggiungono poco dopo, ma in aiuto di Pegasus giunge l'armatura d'oro del Sagittario, che si dispone sul corpo del ragazzo. Nel frattempo, Sirya e Andromeda battagliano alla colonna dell'Atlantico del Sud, ma in un primo momento il Cavaliere di Atena si trova in difficoltà, non riuscendo a difendersi dalle delicate melodie del nemico. Andromeda comprende però che l'avversario è nobile d'animo proprio come lui: chi suona musica così dolce e soave non può avere una natura malvagia. Il Generale degli abissi resta meravigliato dai discorsi di Andromeda, ma non può cedergli il passo e si accinge a suonare il suo flauto un'ultima volta: la Nebulosa di Andromeda lo travolge e lo sconfigge. |                   |                  |
| 112                                 | Il mistero rivelato 「ふたつの魂! 海皇復活の謎」 - Futatsu no tamashii! KaiÔ Poseidon fukkatsu no nazo - Due Anime! Il Mistero Della Rinascita Di Poseidon | 18 marzo 1989     | 6 aprile 1991    |
| 112                                 | Kiki consegna ad Andromeda l'armatura della Bilancia, grazie alla quale viene abbattuta la colonna dell'Oceano Atlantico del Sud. Intanto, Phoenix torna dal Triangolo d'oro in cui Kanon lo aveva spedito e ingaggia una battaglia con il Generale degli abissi, presso la colonna dell'Oceano Atlantico Settentrionale. Il Cavaliere della Fenice colpisce l'avversario con il Fantasma Diabolico, che rivela il mistero della rinascita di Nettuno: un giorno Kanon cercò di indurre il fratello Gemini ad assassinare Atena, quando ancora era una neonata in fasce, con lo scopo di risvegliare il lato malvagio del Cavaliere dei Gemelli. Kanon venne imprigionato per i suoi progetti cospiratori, ma ormai era riuscito nel suo intento: di lì a poco Gemini, nel quale prevaleva il lato oscuro, avrebbe ucciso il Grande Sacerdote e avrebbe attentato alla vita di Lady Isabel, salvata da Micene di Sagitter, nella "notte degli inganni". Kanon riuscì poi ad evadere dalla prigione, ritrovandosi nel regno di Nettuno: il fratello di Gemini risvegliò il dio dei mari, rinchiuso in un'anfora da Atena a seguito del suo trionfo sul dio nemico nell'antica Grecia. Venuto a sapere del ritorno della rivale Atena nel corpo della piccola Isabel, Nettuno si reincarnò nel corpo di Julian Kedives e Kanon divenne Generale degli abissi, con il nome di Dragone del Mare. Intanto al tempio, dopo gli infruttuosi assalti contro il Dio, Pegasus decide di tentare una mossa disperata e impugna l'arco del Sagittario. |                   |                  |
| 113                                 | La freccia d'oro 「海皇をうて! 黄金の一矢」 - Kaioh Poseidon o ute! Kiniro no yami - Colpisci Poseidon! La Freccia D'Oro | 25 marzo 1989     | 9 aprile 1991    |
| 113                                 | L'ultima speranza per i Cavalieri di Atena è rappresentata dalla Freccia d'Oro: Pegasus la lancia contro Nettuno, ma il dio riesce a respingerla e a farla tornare al mittente. Tisifone, Sirio, Cristal e Andromeda, intanto sopraggiunto, difendono Pegasus dal contraccolpo, e dopo diversi tentativi la Freccia d'Oro colpisce Nettuno, permettendo ai Cavalieri di Atena di oltrepassare l'ostacolo. Nel frattempo, la lotta tra Phoenix e Kanon viene interrotta dall'arrivo di Kiki e Sirya, che è sopravvissuto alla Nebulosa di Andromeda e che ha compreso l'intera verità sul conto del fratello di Gemini. Phoenix lancia lo scudo dell'armatura della Bilancia contro la settima colonna, abbattendola: da adesso sarà possibile abbattere anche la colonna di Nettuno, e quindi salvare Atena. Tuttavia Pegasus, Sirio, Cristal e Andromeda, giunti davanti al pilastro portante, vengono di nuovo attaccati da Nettuno: ora nel corpo di Julian Kedives alloggia soltanto il dio dei mari, che non si dà per vinto e cerca di fermare i Cavalieri dello zodiaco. In aiuto dei quattro eroi giungono però altre due armature d'oro: quella dell'Aquario, che si dispone sul corpo di Cristal, e quella della Bilancia, che va a disporsi sul corpo di Dragone. |                   |                  |
| 114                                 | Il trionfo della giustizia 「輝け友情の星よ! 永遠の少年伝説」 - Kagayake no hoshi yo! Eien no shounen densetsu - Brilla, Stella Dell'Amicizia! L'Eterna Leggenda Dei Giovani | 1º aprile 1989    | 11 aprile 1991   |
| 114                                 | Le armi dell'armatura della Bilancia non bastano per abbattere la colonna di Nettuno: il pilastro portante è molto resistente, ma i Cavalieri di Atena non si perdono d'animo. Mentre Sirio, Cristal, Andromeda e Phoenix fronteggiano coraggiosamente Nettuno, Pegasus si lancia sulla colonna portante, sostenuto dal Colpo Segreto del Drago Nascente e dalla Polvere di Diamanti: il Cavaliere di Atena riesce ad abbattere la colonna di Nettuno ed esce dalle macerie con Lady Isabel in braccio. La dea della giustizia è stata salvata, ma Nettuno non è ancora stato vinto: il dio dei mari nutre ancora speranze di vittoria, nonostante le acque stiano sommergendo il suo regno in seguito alla caduta della colonna portante. Nettuno ingaggia una battaglia contro Atena, la quale riesce a imprigionare l'anima del dio nemico nell'anfora di Atena, dove era già stato rinchiuso dopo la sua sconfitta ai tempi dell'antica Grecia e da dove è stato liberato da Kanon. Lady Isabel porta in salvo i suoi cinque Cavalieri, mentre Titis recupera il corpo di Julian Kedives e lo riporta sulla Terra. I piani malvagi di Nettuno sono stati sventati e da adesso il dio dei mari dormirà un sonno eterno dentro l'anfora di Atena. La Terra è salva e la giustizia ha trionfato ancora grazie ai Cavalieri dello zodiaco. |                   |                  |